# BepiColombo
Cet article concerne la sonde spatiale. Pour le mathématicien surnommé Bepi Colombo, voir Giuseppe Colombo (mathématicien).
Pour les articles homonymes, voir Colombo (homonymie).
BepiColombo est une mission d'exploration de la planète Mercure, lancée le 19 octobre 2018. Elle est développée par l'Agence spatiale européenne (ESA) conjointement avec l'Agence d'exploration aérospatiale japonaise (JAXA). Les deux orbiteurs qui composent la mission doivent se placer en orbite autour de Mercure en novembre 2026. L'orbiteur MPO, développé par l'Agence spatiale européenne, emporte 11 instruments et doit étudier l'intérieur et la surface de la planète Mercure ainsi que son exosphère. L'orbiteur MMO, développé par la JAXA, comprend 5 instruments scientifiques et a pour objectif l'étude du champ magnétique, de l'exosphère ainsi que des ondes et des particules situées dans l'environnement immédiat de la planète. Un troisième module, le Mercury Transfer Module, ou MTM, dont le maître d'œuvre est l'Agence spatiale européenne, prend en charge la propulsion des modules MPO et MMO jusqu'à l'orbite de Mercure.
L'envoi d'une mission vers Mercure présente des difficultés techniques majeures. Du fait de la proximité du Soleil, la sonde spatiale est soumise à des températures oscillant entre −180 et +450 °C, qui nécessitent le recours à différents dispositifs (bouclier thermique) pour la protéger. Par ailleurs, pour parvenir à se mettre en orbite autour de Mercure, BepiColombo doit fortement réduire sa vitesse. À cette fin, la sonde spatiale utilise une propulsion ionique, seule capable de produire une telle décélération sans imposer une trop grande masse d'ergols. Elle suit par ailleurs une trajectoire complexe d'une durée de 7,2 ans, durant laquelle elle survole à sept reprises les planètes Vénus et Mercure dont l'assistance gravitationnelle complète l'action de la propulsion.
Avant BepiColombo, seule la petite sonde spatiale américaine Messenger, mise en orbite autour de Mercure en 2011, a effectué une étude approfondie. Elle n'a été précédée que par Mariner 10, qui n'a pu réaliser que trois survols en 1974-1975. Mercure reste donc une planète peu connue, alors que sa proximité du Soleil en fait un objectif scientifique important pour comprendre la genèse du Système solaire. L'Agence spatiale européenne décide le développement de BepiColombo en 2000 dans le cadre de son programme Horizon 2000+. Le choix porte sur une sonde spatiale lourde (4 100 kg) ayant recours pour la première fois de manière opérationnelle à la propulsion électrique. La mission primaire, qui doit durer un an, pourra être prolongée de manière optionnelle d'une année supplémentaire.

## Contexte

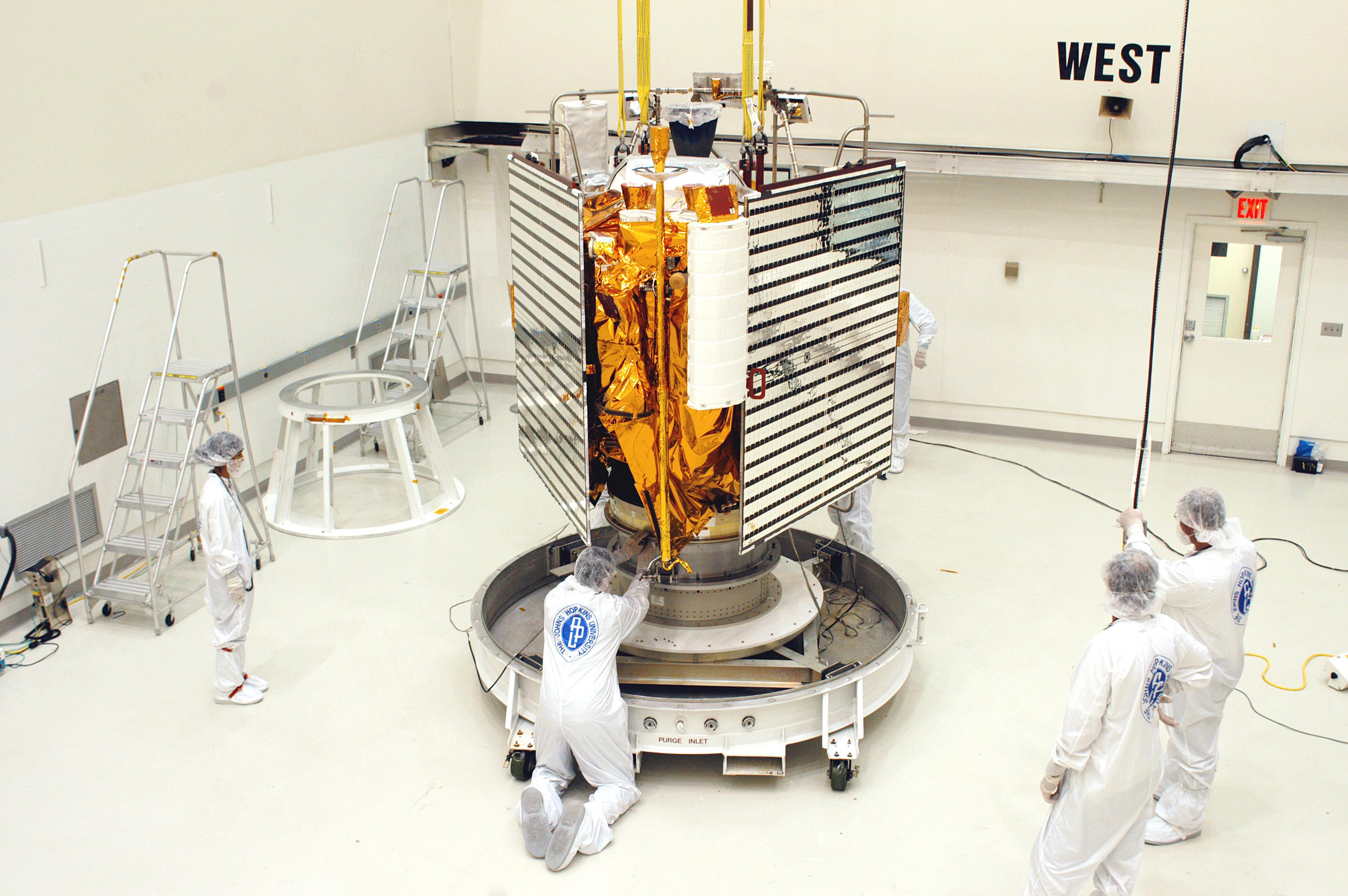
Messenger : cette petite sonde spatiale de la NASA lancée en 2004 est le premier et le seul engin spatial à s'être placé en orbite autour de la planète Mercure.

La mise en orbite d’un engin spatial autour de Mercure, la planète la plus proche du Soleil, nécessite, en vol direct, de réduire la vitesse orbitale de la sonde spatiale de 13 km/s, une fois que celle-ci a échappé à l'attraction terrestre. Par ailleurs, une sonde placée en orbite autour de Mercure est soumise à des températures très élevées qui nécessitent des dispositifs adaptés et une parfaite maîtrise de l'orientation. Compte tenu de ces difficultés techniques, il s'est écoulé plusieurs décennies sans qu'aucune sonde ne soit placée en orbite autour de Mercure. Les progrès réalisés dans le domaine de la mécanique spatiale dans les années 1980 et 1990 aboutissent à la mise au point des trajectoires balistiques et indirectes exploitant l’assistance gravitationnelle des planètes. Celles-ci permettent de placer une sonde en orbite autour de Mercure en n'ayant recours à la propulsion que de manière limitée. Mariner 10, développée par la NASA, est la première sonde spatiale à approcher Mercure qu'elle survole à trois reprises entre 1974 et 1975. Lancée le 3 novembre 1973 en direction de Vénus, elle est la première à utiliser l'assistance gravitationnelle d'une planète (Vénus) pour atteindre Mercure, dont le survol n'était pas prévu à l'origine. Équipée d'une caméra, d'un magnétomètre et de plusieurs spectromètres, Mariner 10 met en évidence un champ magnétique significatif mais faible, et montre la forte densité de la planète, attribuée à la présence d'un noyau ferreux de grande taille. Les télescopes terrestres les plus puissants n'avaient pas permis d'obtenir des images de qualité de la surface, du fait de la proximité du Soleil avec la ligne de visée. Les photos prises par Mariner 10 permettent de cartographier près de 45 % de la surface de la planète avec une résolution d'environ 1 km et révèlent une surface ancienne couverte de cratères d'impact à l'apparence très proche de celle de la Lune.
La NASA développe au milieu des années 2000 le premier orbiteur de la planète, baptisé Messenger, dans le cadre de son programme de sondes spatiales à faible coût, ce qui limite l'instrumentation scientifique embarquée. Durant son transit de sept ans vers la planète, Messenger effectue six survols rapprochés des planètes intérieures (la Terre, Vénus à deux reprises et Mercure à trois reprises), ce qui lui permet de limiter la masse de carburant embarqué par cette sonde à un peu plus de 50 % de sa masse totale. Messenger se place en orbite autour de la planète en 2011 et débute une phase opérationnelle qui s'achève en 2015 avec l'épuisement de ses ergols. Bien qu'équipée d'un nombre limité d'instruments, elle fournit un grand nombre d'informations scientifiques. La couverture photographique est complétée et révèle des formations qui n'ont jusqu'à présent pas trouvé d'explications ; plusieurs découvertes inattendues sur la composition du sol de Mercure sont effectuées, tandis que le champ magnétique mesuré confirme la présence d'un noyau partiellement liquide. Malgré la température élevée de la surface, de la glace d'eau est détectée dans les régions polaires qui sont plongées en permanence dans l'ombre, du fait de l'absence d'inclinaison de l'axe de rotation de la planète par rapport à son orbite.

## Historique du projet

### Études et conception (décennies 1980 et 1990)

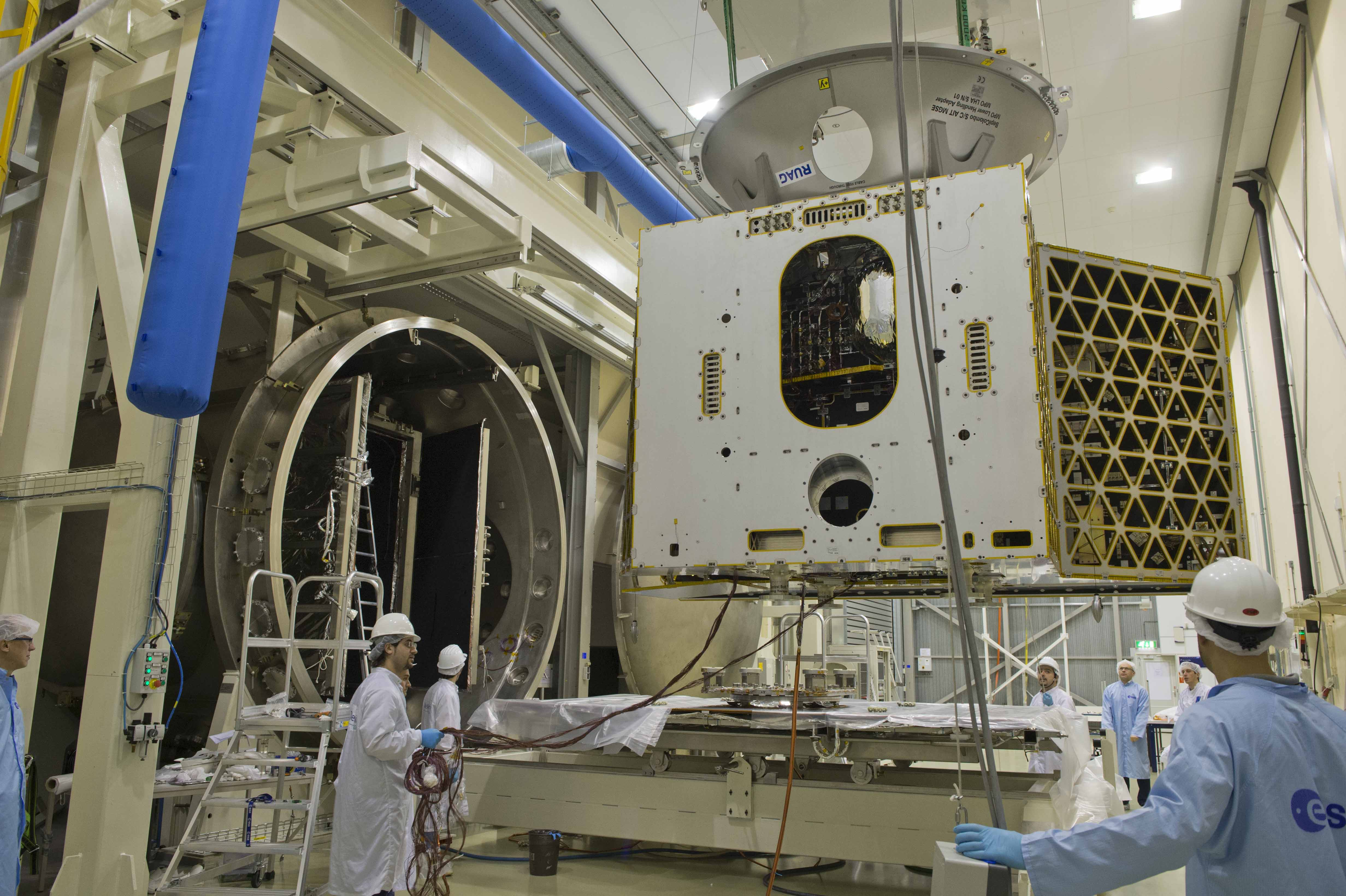
La structure du module MPO est placée dans la chambre vide thermique Phenix de l'ESTEC pour réduire les risques de dégazage dans l'espace (2012).

L'Agence spatiale européenne travaille, à partir du milieu des années 1980, sur des missions à destination de Mercure utilisant la propulsion électrique, plus efficace pour générer un delta-V important. Au début de la décennie 1990, ces travaux débouchent sur une proposition d'orbiteur. Au cours de la même décennie, une mission légère, baptisée Mercury Express à l'image de Mars Express, mais plus connue sous l'appellation LUGH (Low-cost Unified Geophysics at Hermes), est conçue. Elle prévoit le lancement d'un vaisseau-mère effectuant un survol embarquant deux mini-sondes. Mais LUGH n'est pas retenue car ses objectifs sont pris en charge par la mission Messenger que la NASA décide de développer à la même époque dans le cadre de son programme Discovery. L'importance de l'exploration de Mercure est reconnue lorsque le comité scientifique de l'Agence spatiale européenne décide de sélectionner en 1996 les prochaines missions lourdes de son programme scientifique Horizon 2000+ : la mission vers Mercure est retenue ainsi que LISA, Gaia et Darwin. L'étude détaillée de cette mission réalisée en 1997 prévoit le recours à une propulsion électrique et deux véhicules distincts : un orbiteur stabilisé 3 axes chargé d'étudier la surface de la planète et un orbiteur spinné de plus petite taille effectuant une étude in situ des champs magnétique et électrique ainsi que des particules énergétiques. L'apport d'une nouvelle mission vers Mercure, alors que Messenger est en cours de développement, fait l'objet d'un débat de fond, dont les conclusions font l'unanimité. Le lancement simultané des deux orbiteurs européens permet d'effectuer des études beaucoup plus approfondies. Messenger, développé dans le cadre du programme Discovery limitant fortement le budget, dispose d'une panoplie d'instruments incomplète. La mission européenne doit permettre de compléter la couverture photographique et les relevés topographiques qui doivent être réalisés par Messenger.
En septembre 1999, la proposition de mission vers Mercure est baptisée BepiColombo, en l'honneur du scientifique italien Giuseppe Colombo, dit Bepi. Les calculs effectués par celui-ci ont permis aux ingénieurs de la NASA, chargés de concevoir la trajectoire de Mariner 10, d'effectuer plusieurs survols de la planète Mercure. Le comité des programmes de l'Agence spatiale européenne décide, dans le cadre d'une réunion qui a lieu les 11 et 12 octobre 2000, d'implémenter les cinq missions recommandées par le Comité scientifique pour Horizon 2000+, à savoir les trois missions lourdes LISA, Gaia et BepiColombo (lancement programmé en 2009) ainsi que deux flexi-missions : la participation européenne à la mission de la NASA NGST (devenue par la suite le JWST) et l'observatoire solaire Solar Orbiter.

### Mise au point de la mission (2000-2007)

#### Fusion avec le projet de l'agence spatiale japonaise ISAS
En 1997, l'agence spatiale japonaise ISAS étudie également l'envoi d'une sonde spatiale vers Mercure. La mission envisagée a recours à la fois à la propulsion électrique et à l'assistance gravitationnelle pour se placer sur une orbite elliptique autour de la planète. Son objectif est l'étude des champs et des particules. La sonde spatiale doit être lancée en 2005 par un lanceur japonais H-IIA avec une arrivée sur son objectif en 2008. En 2000, les projets européen et japonais sont fusionnés. Les Japonais sont chargés de fournir l'orbiteur spinné.

#### Abandon du projet d'atterrisseur
Dans le scénario initial, Mercury Surface Element (MSE) est un petit atterrisseur qui doit se poser au niveau des régions polaires (latitude 85°) non loin du terminateur, pour réduire les contraintes thermiques auxquelles il doit faire face. L'engin de 44 kg et d'un diamètre de 90 cm est chargé de 7 kg d'instruments scientifiques, dont des caméras de descente et de surface, un spectromètre à rayons X alpha, un magnétomètre, un sismomètre et un ensemble devant évaluer la température, la capacité thermique, la densité et la dureté du sol de la planète. Plusieurs de ces instruments imposent de concevoir un dispositif de pénétration du sol ainsi qu'un micro-rover « attaché » à l'atterrisseur, mais pouvant être déployé à plusieurs mètres de ce dernier,.
La planète ne disposant pas d'atmosphère, l'atterrissage nécessite un recours important aux rétrofusées avec un impact important sur la masse d'ergols embarquée ; l'unité de propulsion doit amener la vitesse de descente à zéro à 120 m d'altitude avant de s'éjecter et de laisser chuter l'atterrisseur protégé par des coussins gonflables, sa vitesse au moment de l'impact ne devant pas dépasser 30 m/s,. L'engin est pourvu d'une batterie fournissant une énergie de 1,7 kWh durant sa mission de sept jours.
Finalement, compte tenu de la nécessité de faire face à des températures extrêmes en surface, du budget masse limité dont dispose la mission et, par ailleurs, des restrictions budgétaires globales imposées à l'Agence spatiale européenne en 2003, l'emport d'un atterrisseur est abandonné,.

#### Sélection du lanceur et de la trajectoire
Deux méthodes de lancement sont initialement envisagées. Un premier scénario, complexe, avec l'utilisation de deux fusées Soyouz, depuis le cosmodrome de Baïkonour, pour lancer chaque orbiteur dont la masse unitaire se monte alors à environ 1 500 kg. Le deuxième scénario, coûteux, repose sur l'emploi d'une fusée Ariane 5 unique chargée de placer en orbite une masse évaluée à 2 500–2 800 kg. Le développement d'une nouvelle version de l'étage supérieur Fregat de la fusée Soyouz ainsi que la décision de construire un pas de tir pour cette fusée à Kourou – facteur de gain supplémentaire dans les performances – entraîne l'adoption d'un scénario de lancement unique par une fusée Soyouz-Fregat depuis Kourou en 2013, avec insertion sur l'orbite de Mercure en 2019.
BebiColombo est conçue à l'origine pour que son volume tienne sous la coiffe du lanceur Soyouz et que sa masse ne dépasse pas 80% de ce que peut lancer cette fusée sur l'orbite retenue. Mais au cours du développement, la masse de BebiColombo croît au point de dépasser la capacité du lanceur et le projet frôle l'annulation en 2008. L'Agence spatiale décide néanmoins de poursuivre le projet en optant pour le lancement de la sonde spatiale par une fusée Ariane 5, beaucoup plus puissante, augmentant le coût de 120 millions d'euros. Finalement, en décembre 2009, le comité du programme scientifique de l'Agence spatiale européenne approuve la reconfiguration de la mission et signe le 15 septembre 2011 un contrat de lancement avec Arianespace,.
La principale difficulté de la mission est la nécessité d'effectuer d'importants changements de vitesse consommateurs d'ergols pour parvenir à s'insérer en orbite autour de Mercure. Ainsi, il faut autant d'énergie pour s'approcher du Soleil que pour s'en éloigner et de nombreuses trajectoires combinant différents modes de propulsion avec le recours à l'assistance gravitationnelle des planètes internes sont nécessaires. Si la trajectoire adoptée est complexe, cela est aussi dû au fait de l'augmentation de la charge utile (sondes et instruments), qui mécaniquement, oblige à diminuer la quantité de propergol embarqué. C'est en fait un survol de la Lune qui permet à BepiColombo de s'affranchir de l'attraction terrestre (voir section Le transit entre la Terre et Mercure). Par ailleurs, la quantité maximum de carburant que peut utiliser Ariane 5 ne permet pas d'envoyer la sonde sur une trajectoire directe vers Mercure.

### Développement (2007-2018)
En 2007, l'ESA sélectionne Astrium Allemagne (devenu par la suite Airbus Defense and Space) conjointement avec Thales Alenia Space Italie pour la réalisation de la sonde spatiale (modules MPO et MTM). Les études plus poussées menées durant la phase de développement démontrent que les panneaux solaires, tels qu'ils ont été conçus, ne pourront faire face au flux de chaleur qu'ils doivent subir et que leur surface doit être fortement accrue. En prenant en compte d'autres modifications apportées au concept initial, la masse de la sonde spatiale passe à quatre tonnes ce qui impose un lancement par une fusée Ariane 5. Le coût pour l'Agence spatiale européenne passe de 665 à 970 millions d'euros. L'ESA décide malgré tout de poursuivre le projet. Le lancement est à l'époque prévu en 2014, mais il est repoussé en août 2015 puis en juillet 2016 à la suite de problèmes rencontrés pour la mise au point des propulseurs électriques, des panneaux solaires et des antennes.
Un modèle thermique et structurel de MPO est livré par Thales Alenia Space Italie (sous-contractant d'Astrium Allemagne) à l'ESTEC en août 2011. Les tests débutent dans cet établissement en septembre avec des simulations d'exposition à des températures élevées réalisées dans le LSS (Large Space Simulator, une grande chambre simulant le vide spatial, pour étudier la résistance de l'engin à une erreur d'orientation dans les régions proches du Soleil). En décembre 2011, le modèle structurel et thermique de MMO est livré depuis le Japon à l'ESTEC. La mesure des caractéristiques physiques (répartition des masses) de la sonde spatiale complètement assemblée débute en juillet 2012. L'assemblage du modèle protovol de BepiColombo (modèle servant à la fois pour la qualification et le vol) s'achève en juillet 2014 dans l'usine de Turin de Thales Alenia Space. Les différents modules sont livrés durant l'été 2015 à l'ESTEC pour réaliser les tests sur la version de BepiColombo destinée à être lancée. En novembre 2016, un problème électrique majeur est détecté au niveau d'un boîtier de régulation électrique durant la préparation aux tests thermiques du module de propulsion MTM. L'Agence spatiale européenne doit reporter le lancement de 6 mois en octobre 2016. La nouvelle date de lancement repousse l'arrivée de la sonde spatiale à décembre 2025. Au cours de l'été 2017, la sonde spatiale achève ses tests dans l'établissement de l'Agence spatiale européenne, l'ESTEC, qui ont été réalisés à la fois dans sa configuration durant le transit Terre-Mercure et après séparation des deux modules MPO et MMO.
Finalement, le coût total du projet pour les Agences spatiales européenne et japonaise est évalué à 1,65 milliard d'euros.

## Objectifs scientifiques

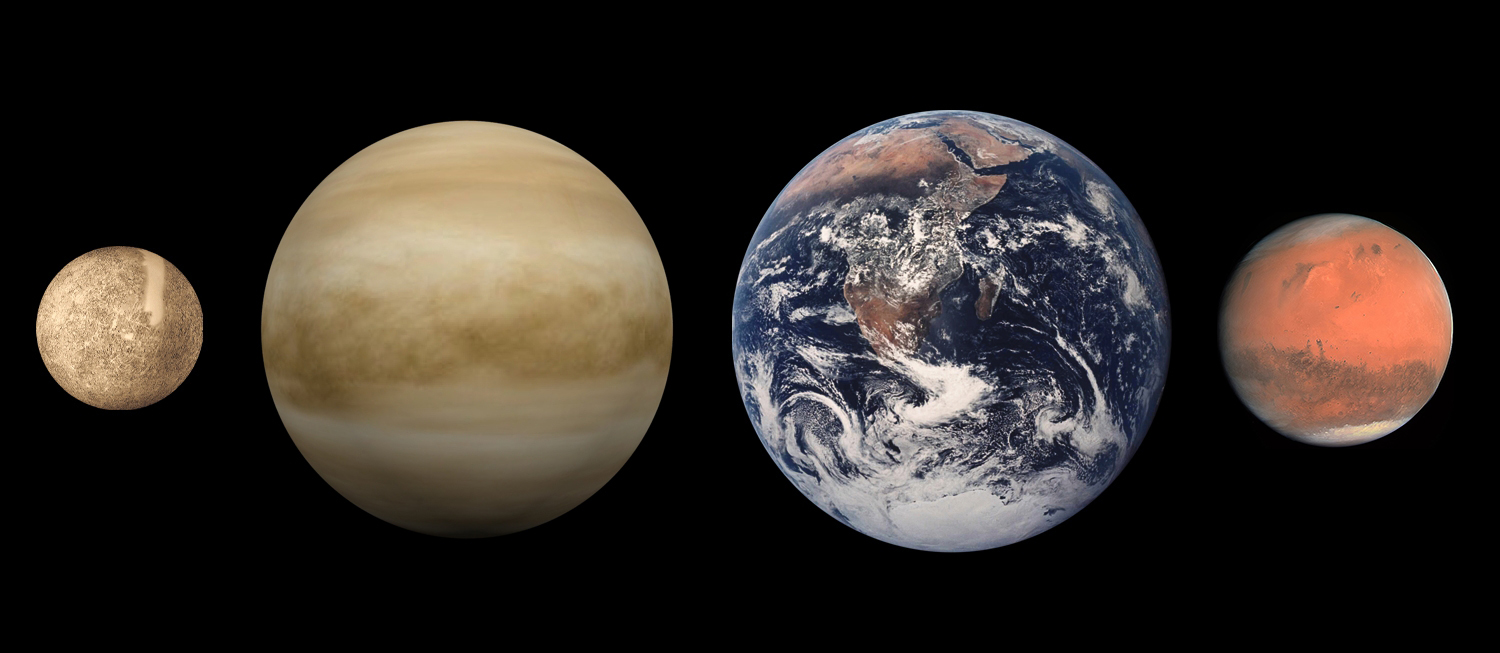
Les planètes internes : de gauche à droite en s'éloignant du Soleil : Mercure, Vénus, la Terre et Mars.

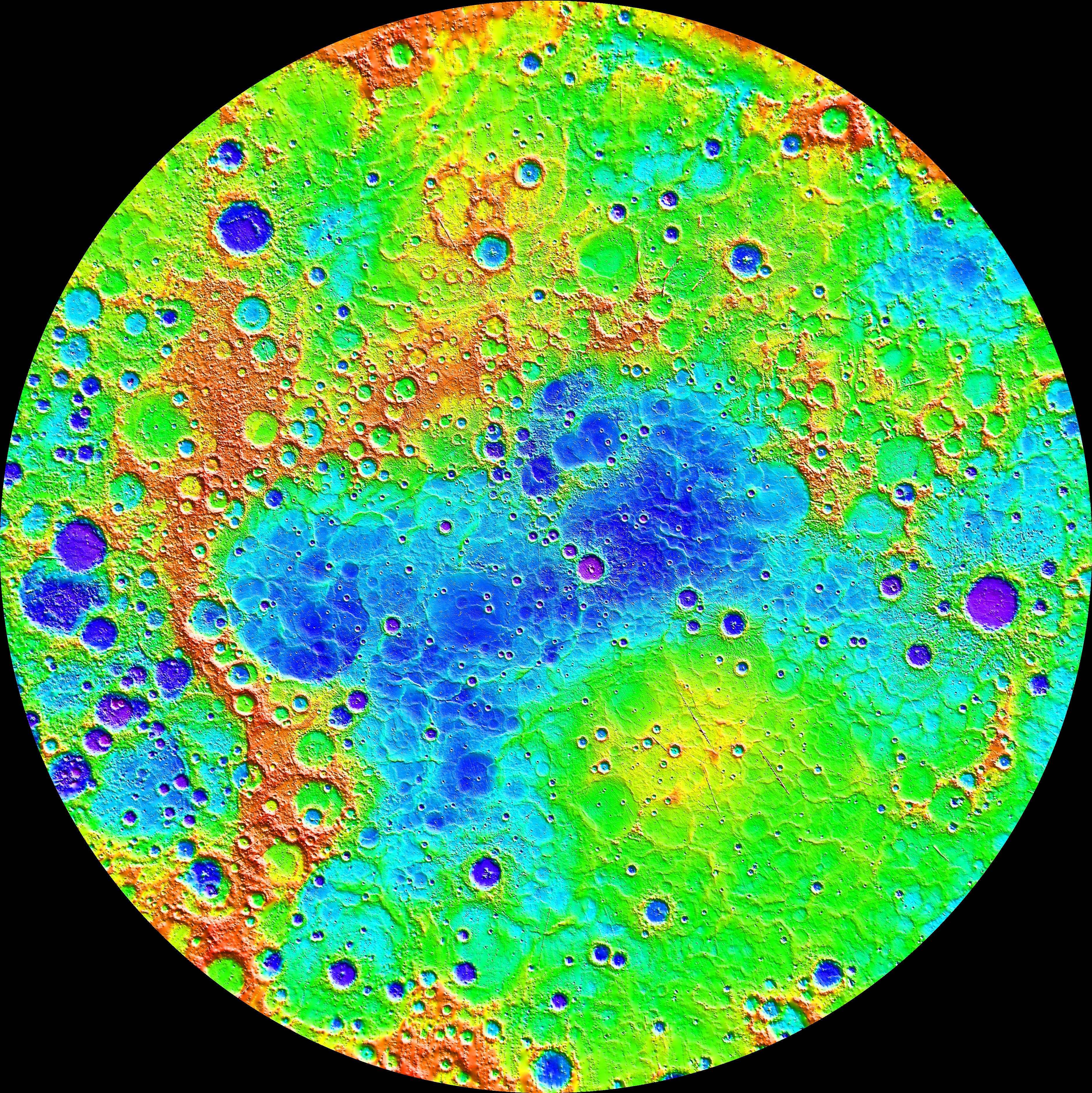
Carte en fausses couleurs de la topographie de Mercure réalisée à partir des données de l'altimètre laser de Messenger : le mauve correspond à l'altitude la plus basse tandis que le rouge correspondant aux altitudes élevées.

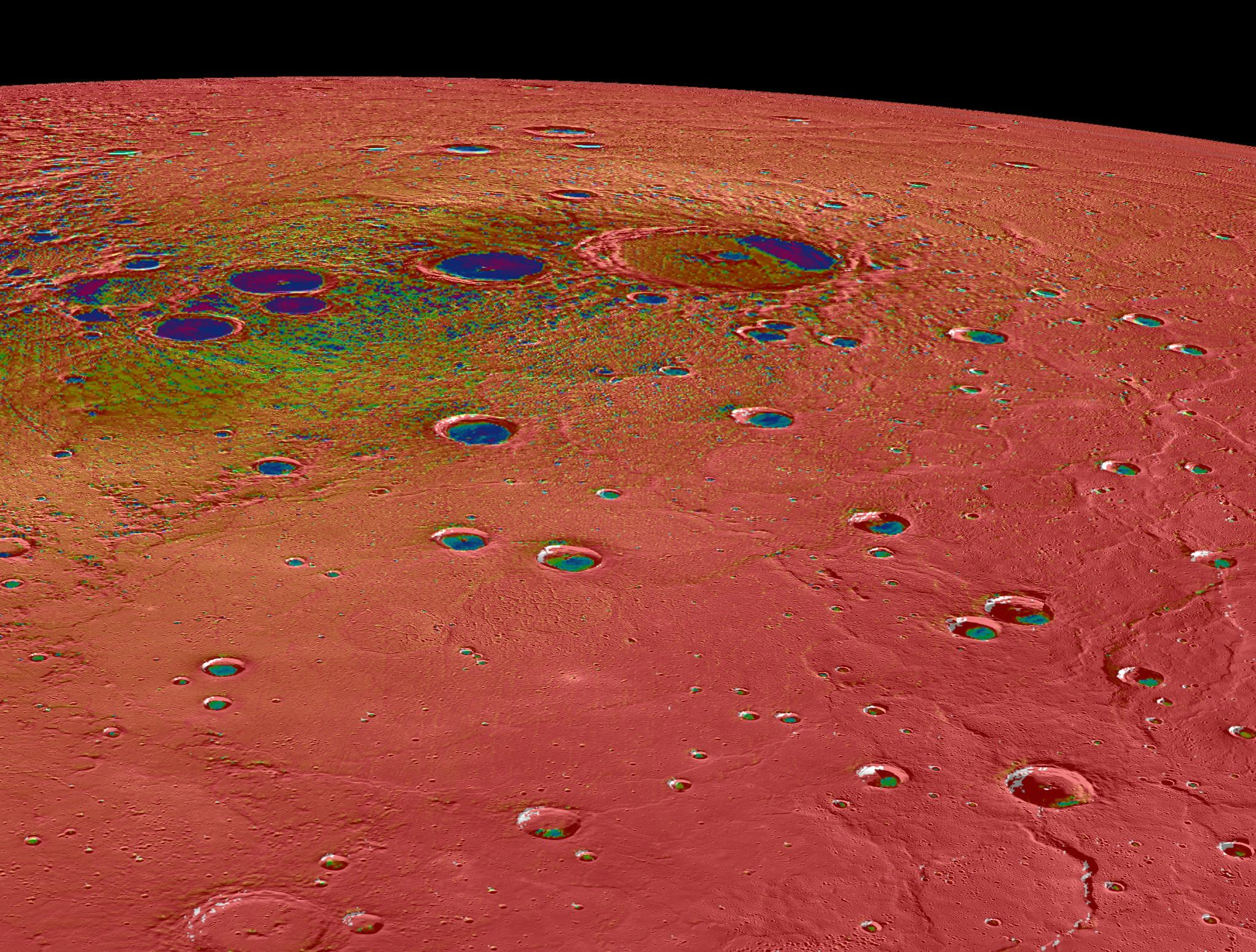
Photo prise par Messenger montrant les températures de la région du pôle nord de Mercure : celles-ci sont comprises entre 400 kelvins (rouge), voire davantage, et 50 K (mauve). L'intérieur de certains cratères est en permanence à une température inférieure à 100 K ce qui permet la conservation de dépôts de glace d'eau.

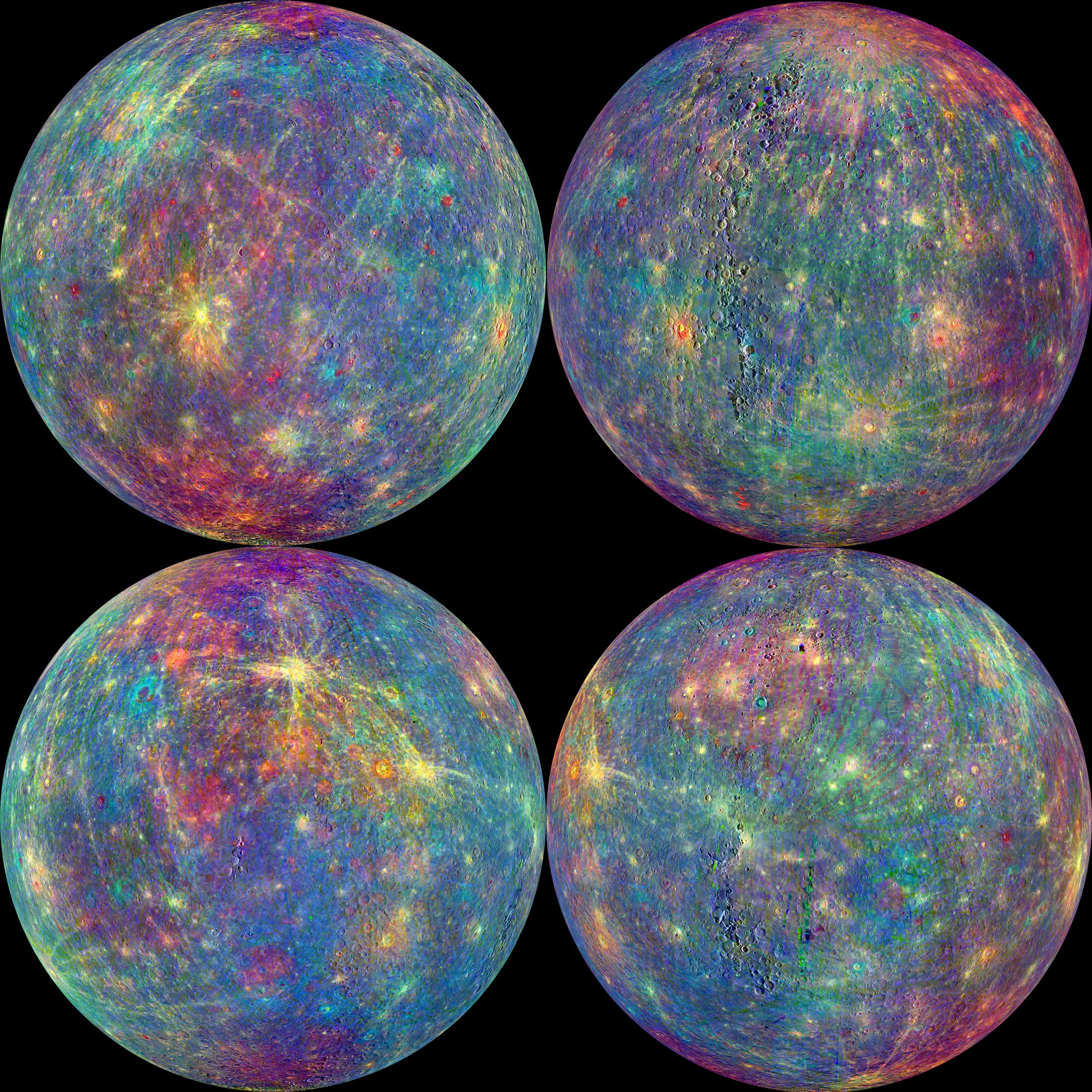
La composition géologique très diversifiée de la surface de Mercure est révélée par cette photo composite établie à partir des données du spectromètre infrarouge de Messenger.

### Mercure
Mercure est la planète la plus proche du Soleil et la plus petite du Système solaire. Elle circule à une distance du Soleil comprise entre 0,31 et 0,47 unité astronomique, soit entre 46 et 70 millions de kilomètres (une Unité Astronomique correspondant à la distance Terre-Soleil). Mercure fait le tour du Soleil en 87,969 jours, mais, étant en résonance 3:2 avec le Soleil, la durée d'un jour sur la planète est de 58,646 jours terrestres. L'inclinaison de l'axe de rotation de Mercure sur son plan orbital est la plus faible du système solaire, à peine 2 minutes d'arc. Mercure est une planète tellurique (par opposition aux planètes gazeuses), comme le sont également Vénus, la Terre et Mars. Elle est près de trois fois plus petite et presque vingt fois moins massive que la Terre mais presque aussi dense qu'elle, avec une gravité de surface pratiquement égale à celle de Mars, qui est pourtant près de deux fois plus massive. Sa densité remarquable est due à l'importance de son noyau métallique, qui occuperait plus de 40 % de son volume, contre seulement 17 % pour la Terre. Dépourvue de véritable atmosphère, sa surface est très fortement cratérisée et globalement similaire à la face cachée de la Lune. La quasi-absence d'atmosphère, combinée à la proximité du Soleil, engendre des températures en surface allant de 90 K (-183 °C) au fond des cratères polaires (là où les rayons du Soleil ne parviennent jamais) jusqu'à 700 K (+427 °C).

### Rappel des résultats de la missionMessenger
Messenger, la seule mission spatiale ayant effectué une étude approfondie de Mercure, en se plaçant en orbite autour de celle-ci, a obtenu des résultats remarquables malgré le budget modeste (environ quatre fois inférieur à celui de BepiColombo) qui ne lui a permis d'emporter que 47 kg d'instruments scientifiques (BepiColombo : 130 kg) et a réduit ses modes d'observation par rapport à celles de la sonde spatiale européenne. Les principaux résultats fournis par la sonde spatiale de la NASA sont : 
- la couverture photographique complète de la planète qui a révélé des formations qui n'ont jusqu'à présent pas trouvé d'explications. La reconstitution de la genèse des grandes plaines de lave, essentiellement concentrées dans la région du pôle nord, nécessite plus de données que BepiColombo n'en pourrait fournir ;
- une analyse spectrale de la surface toutefois incomplète pour l'hémisphère sud, car l'orbite polaire très elliptique de Messenger la faisait passer à faible distance du pôle nord mais à grande distance du pôle sud ;
- la découverte de la richesse en soufre de la croûte planétaire, 10 fois supérieure à celle de la Terre avec des implications importantes sur le déroulement du processus de formation de la planète ;
- la présence d'un noyau partiellement liquide, confirmée par la présence d'un champ magnétique ;
- la détection de glace d'eau dans les régions polaires, plongées en permanence dans l'ombre. Cette glace d'eau pourrait provenir d'un unique impact d'astéroïde. BepiColombo pourrait fournir des données explicatives.

### Les objectifs scientifiques deBepiColombo
Les objectifs scientifiques de BepiColombo portent sur les thèmes suivants :

#### Formation et évolution de la planète
- déterminer comment Mercure s'est formée et exploiter ces données pour améliorer notre compréhension de la formation du Système solaire. Notre Système solaire s'est formé à partir d'un immense nuage composé de gaz d'origine cosmique, la nébuleuse solaire primitive. L'étude de la composition et de l'évolution des planètes peut contribuer à apporter des informations sur sa structure et sa composition.
  - déterminer comment Mercure a évolué depuis sa formation. Dans quelle mesure a-t-elle changé au cours des 4,6 milliards d'années qui se sont écoulées depuis ?
  - quelle information peut-on tirer de Mercure concernant l'origine et l'évolution d'une planète proche de son étoile ?

#### Structure du noyau et composition de la planète
- quelle est la structure interne de Mercure ? Quelle sont les tailles respectives du noyau solide et du noyau liquide ? Confirmer la présence d'un noyau liquide ;
- de quoi est composée Mercure ? Expliquer l'absence de traces de fer lors de toutes les analyses spectroscopiques alors qu'il est supposé être le constituant principal de la planète. Quelle quantité de fer contient la planète et pourquoi le noyau de celle-ci est-il encore partiellement liquide ? ;
- quelle est la taille du noyau ? Pour quelle raison la densité de Mercure est-elle aussi élevée ?

#### Géologie de la surface et histoire des cratères
- existe-t-il des indices à la surface de Mercure indiquant que des processus géologiques sont en cours ? La planète est-elle géologiquement active comme la Terre ou est-elle inactive comme la planète Mars ? Existe-t-il encore une activité volcanique ?
- faire l'inventaire des cratères par type, distribution spatiale, et nombre. La sonde spatiale effectuera une cartographie des formations présentes en surface, en particulier des cratères, et étudiera les dépôts présents en surface.

#### Orbite
- Mercure tourne à faible distance autour du Soleil en décrivant une orbite elliptique avec une excentricité élevée. De ce fait elle est l’un des corps célestes qui rencontrent les conditions les plus extrêmes : températures élevées, fort taux de radiation, bombardement par des particules ionisées. Comment sont formées des planètes aussi proches de leur étoile et comment évoluent-elles ?
- l'anomalie de l'avance du périhélie de Mercure (42,98 secondes d'arc par siècle) a été expliquée par la courbure de l'espace-temps près du Soleil. Comment peut-on utiliser la proximité du Soleil pour tester la théorie de la Relativité Générale d'Einstein ?

#### Magnétosphère
- Mercure a un champ magnétique intrinsèque alors que Vénus ou Mars en sont dépourvues. Comment ce champ magnétique est-il généré et quelle est sa structure ?
- étudier les interactions du champ magnétique, de la magnétosphère et de l'exosphère avec le vent solaire. Ce vent constitué de particules chargées émises par le Soleil interagit normalement avec l'environnement des planètes internes en produisant des phénomènes comme les aurores polaires, les ceintures de radiation et les tempêtes de la magnétosphère. Est-ce que ces phénomènes se produisent sur Mercure ?

#### Atmosphère
- Mercure a une atmosphère très ténue et changeante, l'exosphère, mais ne dispose d'aucune ionosphère. Comment l'exosphère s'est-elle formée et comment se reconstitue-t-elle ? Comment est-elle structurée et quels sont les processus qui la font évoluer ?

#### Eau et glace
- Mercure dispose de dépôts de glace d'eau dans les zones de cratères des régions polaires qui sont situées en permanence à l'ombre. Est-ce que c'est de la glace d'eau pure ou est-elle mélangée avec d'autres matériaux ? Quels sont ces autres matériaux et quelle est l'origine de la glace ? Est-ce que certaines molécules d'eau sont piégées dans l'atmosphère ?

#### Environnement cosmique
- la sonde spatiale doit étudier la poussière présente dans l'espace interplanétaire issue des comètes et des astéroïdes pour améliorer notre connaissance de la région interne du Système solaire et pour évaluer avec plus de précision un certain nombre de processus se produisant dans le Soleil et à proximité de celui-ci comme les ondes de choc solaires qui ne peuvent pas être détectées depuis la Terre.

## Déroulement de la mission

### Le transit entre la Terre et Mercure (2018-2025)

Animation montrant le déroulement du transit de BepiColombo entre la Terre et Mercure.
BepiColombo
Terre
Vénus
Mercure
Soleil

#### Lancement
BepiColombo est lancée le 19 octobre 2018 à 1h45 UTC par une fusée Ariane 5 ECA. La fusée place la sonde spatiale sur une orbite héliocentrique en lui fournissant un excédent de vitesse d'environ 3 km/s. Un peu moins de trente minutes après la mise à feu, l'ascension et l'injection se terminent par la séparation du lanceur et du MCS (ensemble formé par les deux sondes, le MTM et le MOSIF). Une séquence automatique déclenche l'activation des petits moteurs permettant d'orienter la sonde spatiale, le déploiement des panneaux solaires des modules MPO et MTM. Enfin la sonde spatiale tourne ses panneaux solaires vers le Soleil puis commence à transférer vers la Terre les premières données sur l'état de ses équipements. Durant les trois mois suivants différents équipements sont déployés et contrôlés : déploiements des antennes moyen et grand gain, de la perche supportant les capteurs du magnétomètre, libération du mécanisme permettant d'orienter la poussée des moteurs ioniques. Les instruments des modules MPO et MMO sont activés et vérifiés (autant qu'ils puissent l'être dans la configuration de transit) et la propulsion ionique est testée. Trois petites caméras installées sur le module MTM fournissant des images en noir et blanc, permettant de surveiller les opérations de déploiement.
Conformément à la tradition japonaise, le module MMO développé par l'Agence spatiale JAXA est rebaptisé après son lancement et reçoit le nom de MIO,.

#### Transit entre la Terre et Mercure
Le transit entre la Terre et Mercure dure un peu plus de sept ans. Pour parvenir à se placer en orbite autour de Mercure, la sonde spatiale doit réduire sa vitesse de 7 km/s. Pour y parvenir BepiColombo combine l'action de ses moteurs ioniques (qui fournissent 4 km/s), l'assistance gravitationnelle des planètes et, à l'arrivée, la propulsion à ergols liquides du module MPO. Durant cette phase il est envisagé d'effectuer certaines observations avec les instruments, en particulier lors des deux survols de la planète Vénus.
Le lancement place la sonde spatiale sur une orbite qui l'éloigne initialement du Soleil (1,2 ua soit 1,2 fois la distance Terre-Soleil) et qui constitue la phase la plus froide du voyage vers Mercure.

##### Survol et assistance gravitationnelle de la Terre

Survol de la Terre durant l'assistance gravitationnelle vu par les caméras MCAM du module MTM.

Le 10 avril 2020, un an et demi après son lancement, BepiColombo survole avec succès à faible altitude la Terre. L'assistance gravitationnelle de celle-ci modifie l'orbite en la rapprochant du Soleil. La sonde se rapproche jusqu'à 12 700 km de la Terre. Juste après ce passage, BepiColombo passe dans l'ombre de la Terre et entre en éclipse durant 34 min. Il s'agit d'une phase délicate, l'alimentation électrique de la sonde étant assurée par ses batteries. Depuis le lancement, il s'agit de la première fois que les panneaux solaires ne reçoivent pas la lumière du Soleil.
Durant ce survol, divers instruments de BepiColombo sont allumés. Grâce aux données recueillies (Terre et Lune) et sur bases de données précédentes (modèles et autres sondes) les ingénieurs et scientifiques peuvent étalonner les différents instruments en vue des mesures autour de Mercure en 2026. Les caméras MCAM du module MTM sont allumées et prennent en photo la Terre durant l'approche de la sonde.
Après cette assistance gravitationnelle, le périhélie est désormais situé à 0,7 UA (plus près du Soleil que Vénus). C'est la phase chaude du transit et, lorsque la sonde spatiale se trouve au plus près du Soleil, la propulsion ionique doit être réduite sinon interrompue, car les panneaux solaires qui fournissant l'énergie nécessaire au fonctionnement de ces moteurs ne peuvent subir une température supérieure à 190 °C et l'incidence de ceux-ci par rapport au rayonnement solaire doit être réduite en conséquence.

##### Survols et assistances gravitationnelles de Vénus

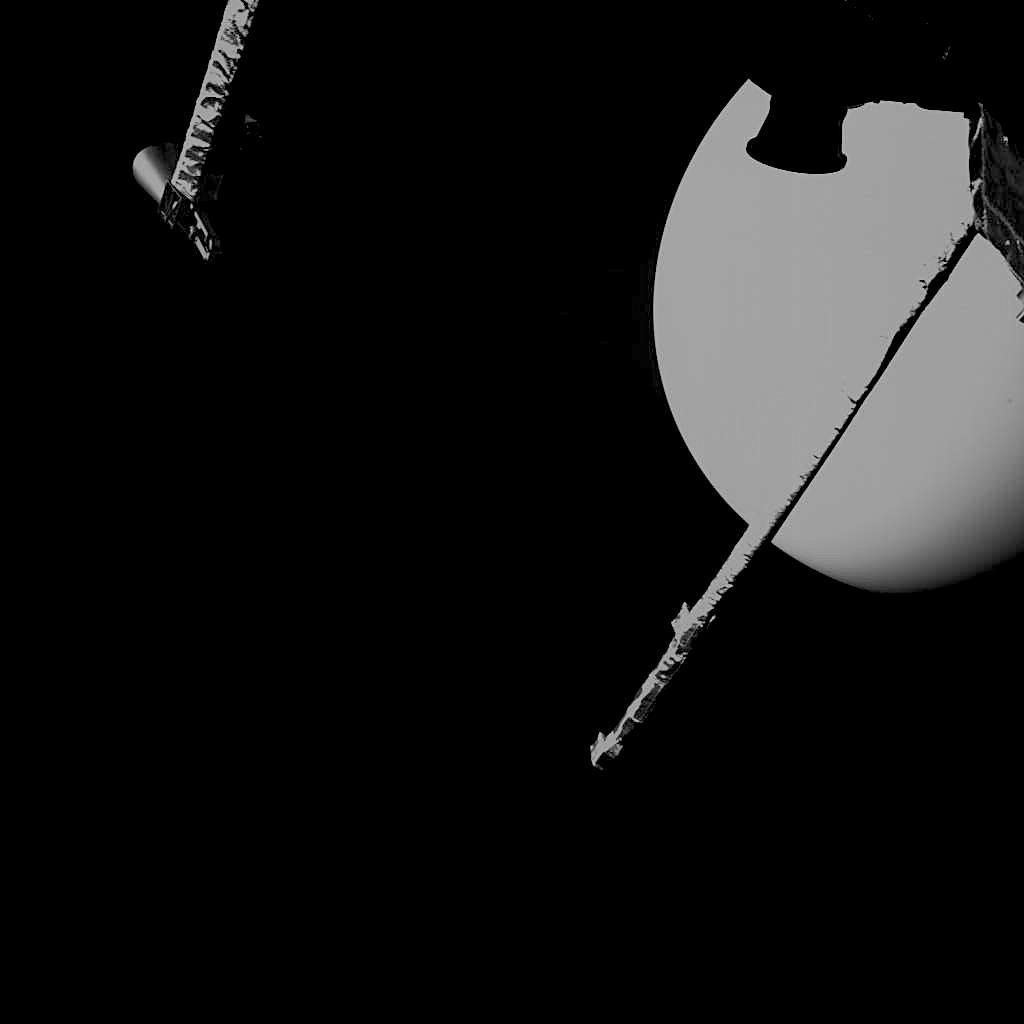
Survol de Vénus durant la première assistance gravitationnelle avec la planète vu par la caméra MCAM 2 du module MTM.

La sonde spatiale survole avec succès la planète Vénus le 15 octobre 2020 à 03:58 GMT (05:58 CEST). Elle se rapproche jusqu'à une distance de 10 720 km. Durant ce survol, la caméra MCAM 2 image la planète à une distance de 17 000 km,.
Elle doit survoler à nouveau Vénus avec succès le 11 août 2021. L'impulsion communiquée permet à la fois de rapprocher le plan orbital dans lequel circule BepiColombo de celui de Mercure et de rapprocher le périhélie du Soleil. Il s'agit de la plus forte décélaration que la sonde connaîtra, soit une perte de vitesse par rapport au Soleil de 5,7 km/s.
Entre l'orbite terrestre et l'orbite de Vénus, les panneaux solaires ne peuvent alimenter qu'un seul moteur ionique qui fournit une poussée comprise entre 90 et 130 millinewtons en fonction de la distance au Soleil. Lorsque la trajectoire de la sonde spatiale se situe à l'intérieur de l'orbite de Vénus, deux moteurs ioniques peuvent être mis en marche avec une poussée comprise entre 195 et 290 millinewtons.

##### Survols et assistances gravitationnelles de Mercure
L'aphélie de l'orbite est ensuite progressivement rapproché de celui de Vénus en survolant à six reprises Mercure et en utilisant sur de longues périodes la propulsion ionique. Le premier survol de Mercure se déroule avec succès le 1er octobre 2021 avec une altitude de 200 km. La sonde survole une seconde fois avec succès Mercure le 23 juin 2022. Les instruments comme le magnétomètre et le détecteur de particules sont allumés durant cette phase de la mission. La sonde arrivant du côté « nuit » de la planète, les caméras de monitoring ne sont allumées qu'après quatre minutes, lorsque la surface de Mercure est finalement éclairée, la sonde étant alors à 800 km de la surface de la planète.
À l'issue des six manœuvres près de Mercure, la sonde spatiale circule alors sur une orbite proche de celle de Mercure à une vitesse relative par rapport à celle-ci de moins de deux kilomètres par seconde, ce qui lui permet d'être ensuite « capturée » par la planète.
| Date | Événement                                                                         |  |
| --- | --------------------------------------------------------------------------------- |  |
| 20 octobre 2018 | Mise en orbite solaire                                                            |  |
| 10 avril 2020 | Survol et assistance gravitationnelle de la Terre                                 |  |
| 15 octobre 2020 | Survol et première assistance gravitationnelle de Vénus                           |  |
| 11 août 2021 | Survol et deuxième assistance gravitationnelle de Vénus                           |  |
| 1er octobre 2021 | Survol et première assistance gravitationnelle de Mercure                         |  |
| 23 juin 2022 | Survol et deuxième assistance gravitationnelle de Mercure                         |  |
| 19 juin 2023 | Survol et troisième assistance gravitationnelle de Mercure                        |  |
| 5 septembre 2024 | Survol et quatrième assistance gravitationnelle de Mercure                        |  |
| 2 décembre 2024 | Survol et cinquième assistance gravitationnelle de Mercure                        |  |
| 9 janvier 2025 | Survol et sixième assistance gravitationnelle de Mercure                          |  |
| début octobre 2025 | Largage du module de propulsion ionique (MTM)                                     |  |
| 5 décembre 2025 | Insertion en orbite mercurienne à l'aide des moteurs à propulsion chimique du MPO |  |
| |                                                                                   |  |
| Vitesse (km/s) et distance (millions de kilomètres) par rapport à Mercure de BepiColombo entre le 20 octobre 2018 (lancement) et fin 2025 (insertion en orbite autour de la planète) durant son transit entre la Terre et Mercure. Les cercles rouges correspondent aux survols de planète (avec assistance gravitationnelle). |                                                                                   |  |

#### Insertion en orbite autour de Mercure
Deux mois avant l'insertion en orbite autour de Mercure, le module MTM (Mercury Transfer Module) ayant achevé sa tâche est largué et ce sont les propulseurs à ergols liquides du module MPO qui sont utilisés pour les opérations suivantes d'insertion en orbite et de correction de trajectoire. La propulsion électrique a limité la vitesse d'arrivée sur Mercure, ce qui permet de se placer en orbite autour d'un des points de Lagrange L1/L2 du système Mercure-Soleil sans avoir à décélérer, évitant la nécessité d'effectuer une manœuvre critique.
L'ensemble spatial (MMO, MPO et MOSIF) se place ensuite dans la sphère d'influence de Mercure avant d'être capturé par la planète sur une orbite haute à environ 674 × 178 000 km, une technique connue sous le nom de « weak stability boundary capture ».
Cette orbite est progressivement réduite par la suite alors que la phase d'insertion (MOI) débute par cinq mises à feu des propulseurs chimiques afin de réduire l'apoastre et d’atteindre d'abord l'orbite opérationnelle de la sonde MMO à 590 × 11 640 km qui est alors larguée. L'opération est soumise à plusieurs contraintes importantes dont :
- l'impossibilité d'envoyer des commandes au vaisseau spatial durant une conjonction solaire et à partir de sept jours avant celle-ci ;
- pour respecter les contraintes thermiques, la rotation du vaisseau doit être synchronisée avec le mouvement orbital de Mercure et aucune manœuvre ne peut avoir lieu dans une zone de plus ou moins 60° autour du périhélie de Mercure ;
- le vaisseau subit des « saisons d'éclipse » pouvant affecter l'alimentation en énergie ; ainsi, la mission pourrait être compromise si la séparation du module MMO n'est pas réalisée avant la saison d'éclipse.

Le module MOSIF est ensuite éjecté peu après, ce qui permet à la sonde MPO d'effectuer une série de dix manœuvres afin de rejoindre son orbite de travail à 480 × 1 500 km.
La phase d'insertion (MOI) dure au total trois mois, à laquelle il faut ajouter la mise en service finale du module MPO qui prend environ un mois supplémentaire.
La sonde européenne a survolé Mercure dans la nuit du 4 au 5 septembre 2024, passant à 165 km de sa surface. Ce survol crucial prépare sa satellisation autour de la planète en novembre 2026, retardée en raison d’un ajustement de trajectoire.

BepiColombo en orbite
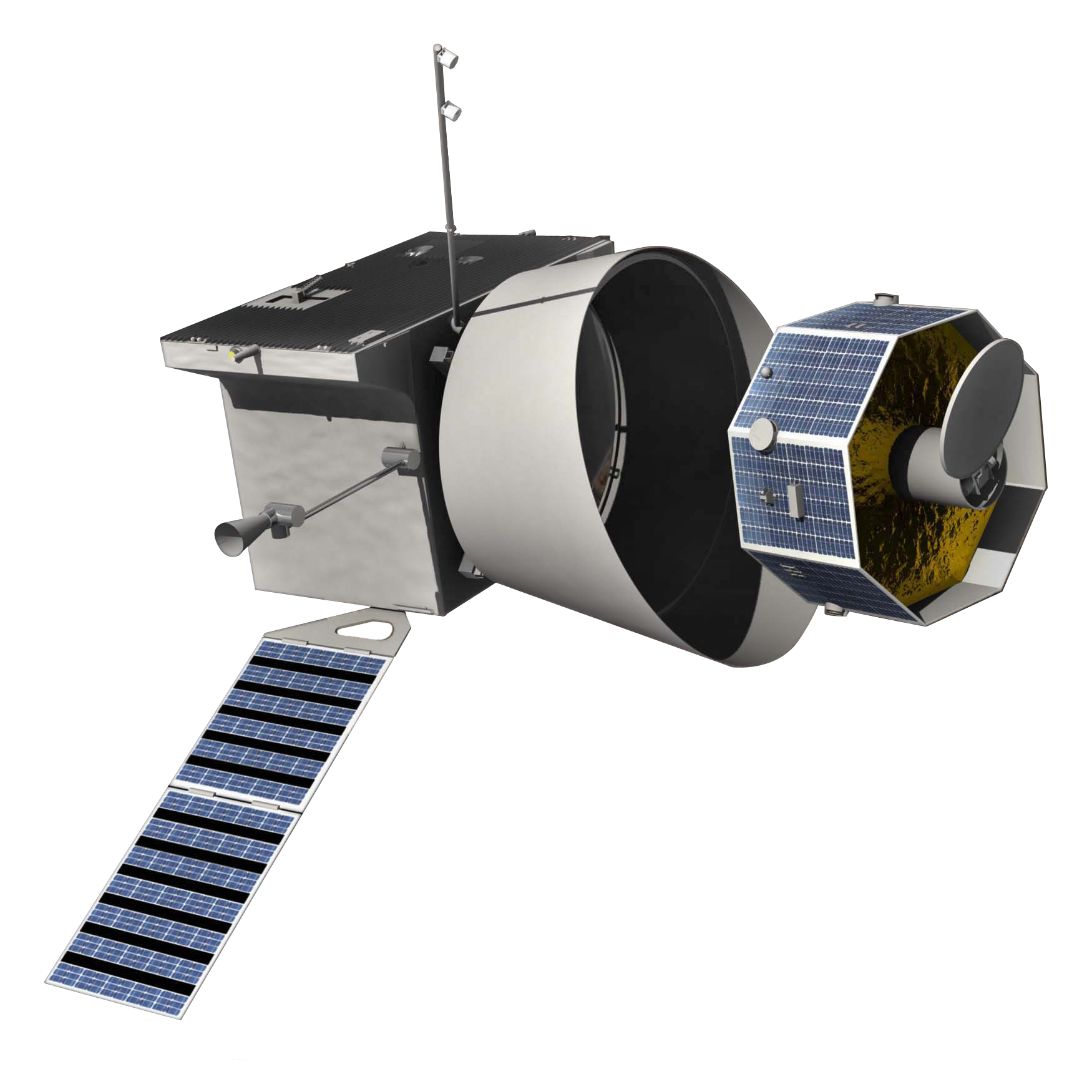
Largage de MMO.
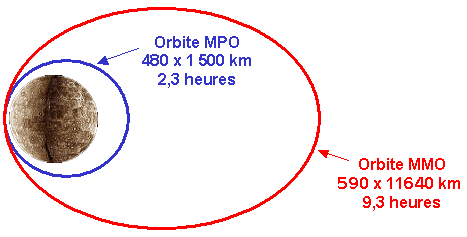
Orbites de MMO et MPO autour de Mercure.

### La phase d'exploration (2026-2027)
Pour remplir les objectifs de la mission, la durée de la mission a été fixée à une année terrestre pour les deux engins spatiaux MMO et de MPO. Au cours de cette période, la planète Mercure effectuera 4 tours du Soleil. Il est prévu de manière optionnelle de prolonger la mission d'une année terrestre.
L'orbiteur MPO est orienté de façon que ses instruments de télédétection recueillent de manière continue des informations sur la surface de Mercure. Aussi, les capteurs de ces instruments sont regroupés sur la même face de la sonde spatiale qui est en permanence pointée vers la surface. En conséquence, 5 des 6 faces de l'orbiteur sont à un moment ou à un autre exposées au rayonnement du Soleil. La face non exposée est occupée par le radiateur chargé de dissiper la chaleur générée par le fonctionnement des instruments et celle du Soleil et de Mercure ayant franchi les couches d'isolant thermique.

## Segment terrestre
Le contrôle de BepiColombo depuis le sol est pris en charge par plusieurs établissements. Durant la phase de transit vers Mercure, l'Agence spatiale européenne dirige les opérations depuis le centre de contrôle de l'ESOC à Darmstadt (Allemagne) en utilisant l'antenne de 35 m de Cebreros en Espagne pour communiquer avec la sonde spatiale.
Une fois l'insertion en orbite achevée, l'ESOC prend en charge le contrôle du module MPO tandis que le centre de Sagamihara de l'Agence spatiale japonaise assure le suivi des opérations du module MMO en utilisant l'antenne parabolique de Usuda de 64 mètres de diamètre.
Les opérations scientifiques sont sous la responsabilité de l'établissement ESAC (Villafranca del Castillo, Espagne) de l'Agence spatiale européenne. Celui-ci planifie les observations avec les scientifiques impliqués et prend en charge l'archivage et la distribution des données recueillies.

## Caractéristiques générales de la sonde spatiale

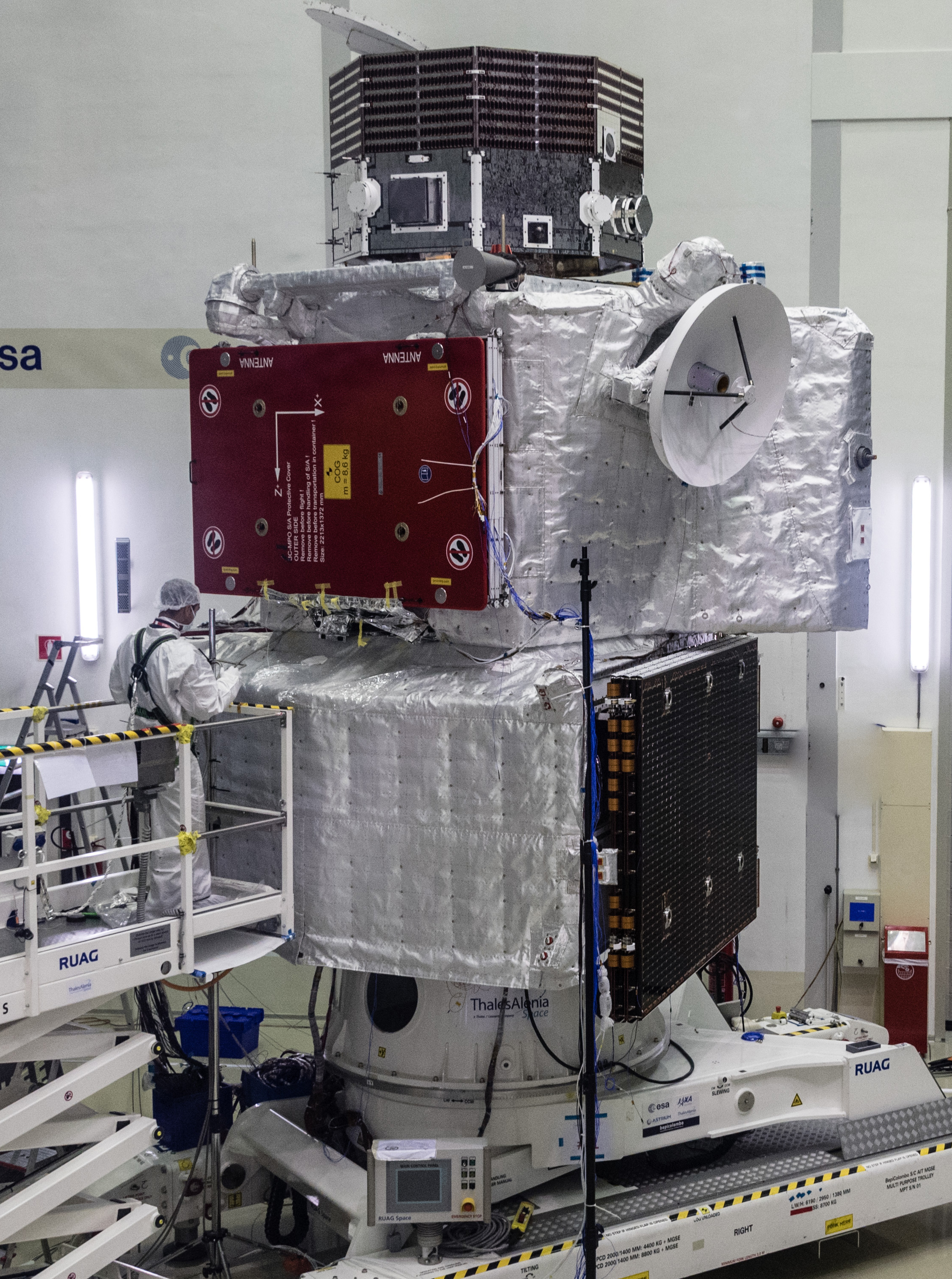
La sonde spatiale en cours d'assemblage final sans le pare-soleil MOSIF (2017). On distingue de haut en bas : la petite sonde spatiale japonaise MMO, la sonde spatiale européenne MPO et le module de propulsion MTM.

BepiColombo comprend deux sondes spatiales indépendantes et deux modules techniques qui sont solidaires durant le transit entre la Terre et Mercure, mais se séparent une fois leur destination atteinte : 
- MPO (Mercury Planetary Orbiter) est un orbiteur stabilisé 3 axes, développé par l'Agence spatiale européenne qui emporte onze instruments destinés à étudier à la fois la surface et l'exosphère de Mercure ;
- MMO (Mercury Magnetospheric Orbiter) fourni par l'Agence d'exploration aérospatiale japonaise JAXA est un orbiteur spinné emportant cinq instruments destinés à l'étude de la magnétosphère de la planète ;
- MTM (Mercury Transfer Module) propulse l'ensemble des quatre modules durant le transit entre la Terre et Mercure grâce à quatre moteurs ioniques. Ayant rempli son rôle, il est largué à la fin de cette phase, mais avant l'insertion en orbite autour de Mercure afin d'éviter sa capture par la planète ;
- MOSIF (Magnetospheric Orbiter Sunshield and Interface Structure) fournit une interface mécanique et électrique entre MPO et MMO et protège ce dernier du flux solaire durant toute la durée du transit. Il est largué une fois que MMO circule sur son orbite opérationnelle autour de Mercure.

Les quatre modules forment un ensemble de 3,9 × 3,6 × 6,3 mètres dont l'envergure atteint 30,4 mètres lorsque les panneaux solaires du module de propulsion MTM sont déployés. BepiColombo a une masse de 4 121 kg au lancement dont environ 1 400 kg d'ergols.
| Caractéristique                               | Module MPO                                 | Module MMO                                 | Module MTM                                | Module MOSIF                                                          |
| --------------------------------------------- | ------------------------------------------ | ------------------------------------------ | ----------------------------------------- | --------------------------------------------------------------------- |
| Rôle                                          | Étude de la surface et de l'exosphère      | Étude de la magnétosphère                  | Propulsion durant le transit vers Mercure | Protection du MMO et Interface technique                              |
| Masse                                         | 1 230 kg                                   | 225 kg                                     | 2 645 kg                                  | 145 kg dont 20 kg pour le dispositif d'éjection et de rotation du MMO |
| Dimensions                                    | 2,4 × 2,2 × 1,7 m                          | 1,8 × 1,8 × 1,1 m                          | 3,5 × 3,7 × 2,3 m                         | 3 × 1,8 m                                                             |
| Envergure totale (panneaux solaires déployés) | 7,8 m                                      | 1,8 m                                      | 30,4 m                                    | -                                                                     |
| Instruments scientifiques                     | 11 (85 kg)                                 | 5 (45 kg)                                  | -                                         | -                                                                     |
| Énergie produite                              | 935–1 565 watts                            | 348–450 watts                              | 7–14 kilowatts                            | -                                                                     |
| Énergie consommée par les instruments         | 110–180 watts                              | 90 watts                                   | -                                         | -                                                                     |
| Ergols                                        | ergols liquides : 669 kg                   | -                                          | xénon 587 kg ergols liquides 157 kg       | -                                                                     |
| Delta-V                                       | ~1 km/s                                    | -                                          | ~5 km/s                                   | -                                                                     |
| Télécommunications                            | en bande Ka via antenne orientable 1 mètre | en bande X via antenne phasée de 0,8 mètre | -                                         | -                                                                     |
| Volume données scientifiques                  | 1 550 gigabits/an                          | 100 gigabits/an                            | -                                         | -                                                                     |

## Le module de transfert vers Mercure (MTM)

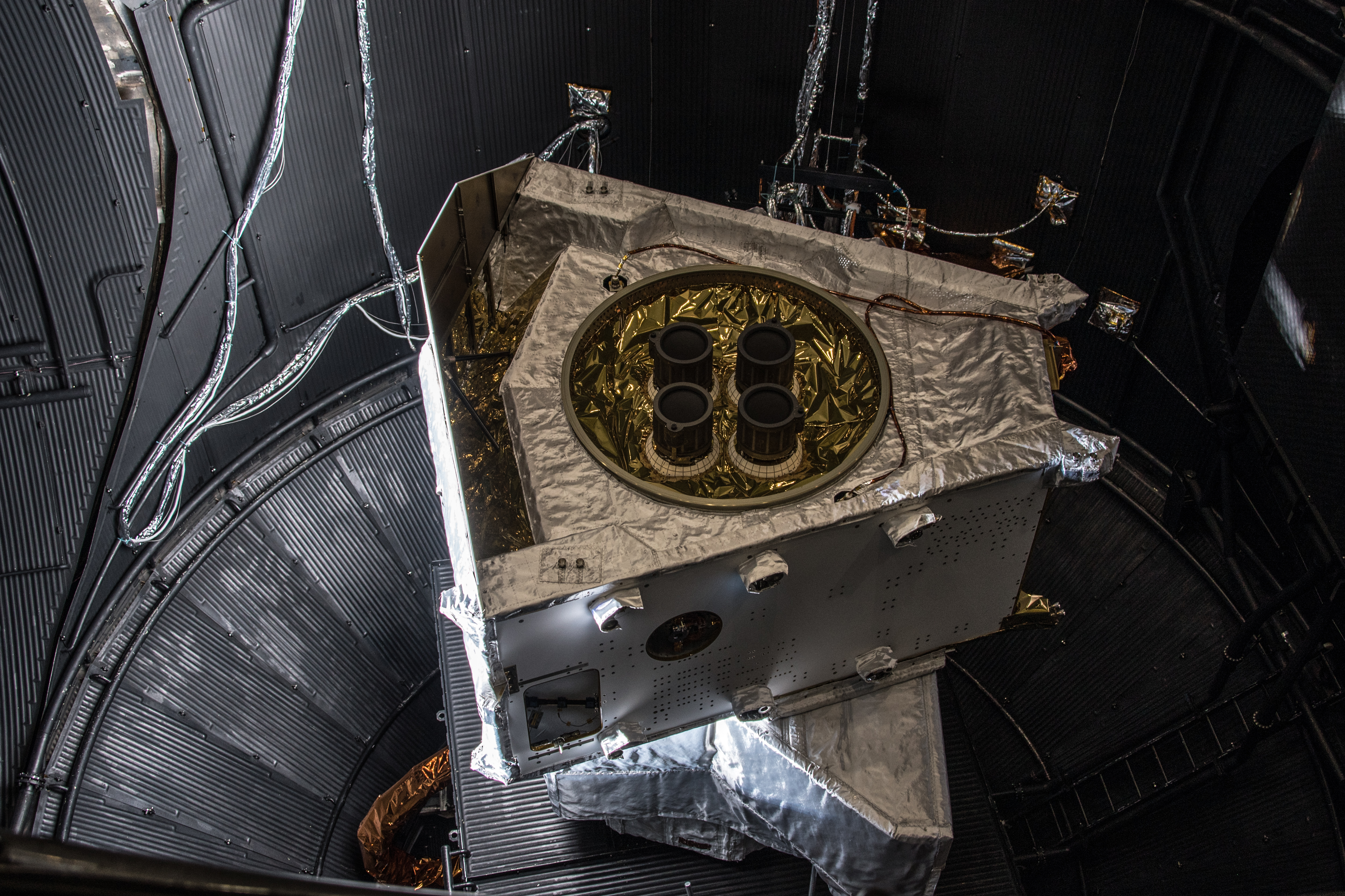
Le module de transfert MTM sans ses panneaux solaires dans le LSS de l'ESTEC, chambre simulant le vide et l'intense illumination solaire. On distingue sur la face visible les quatre moteurs ioniques.

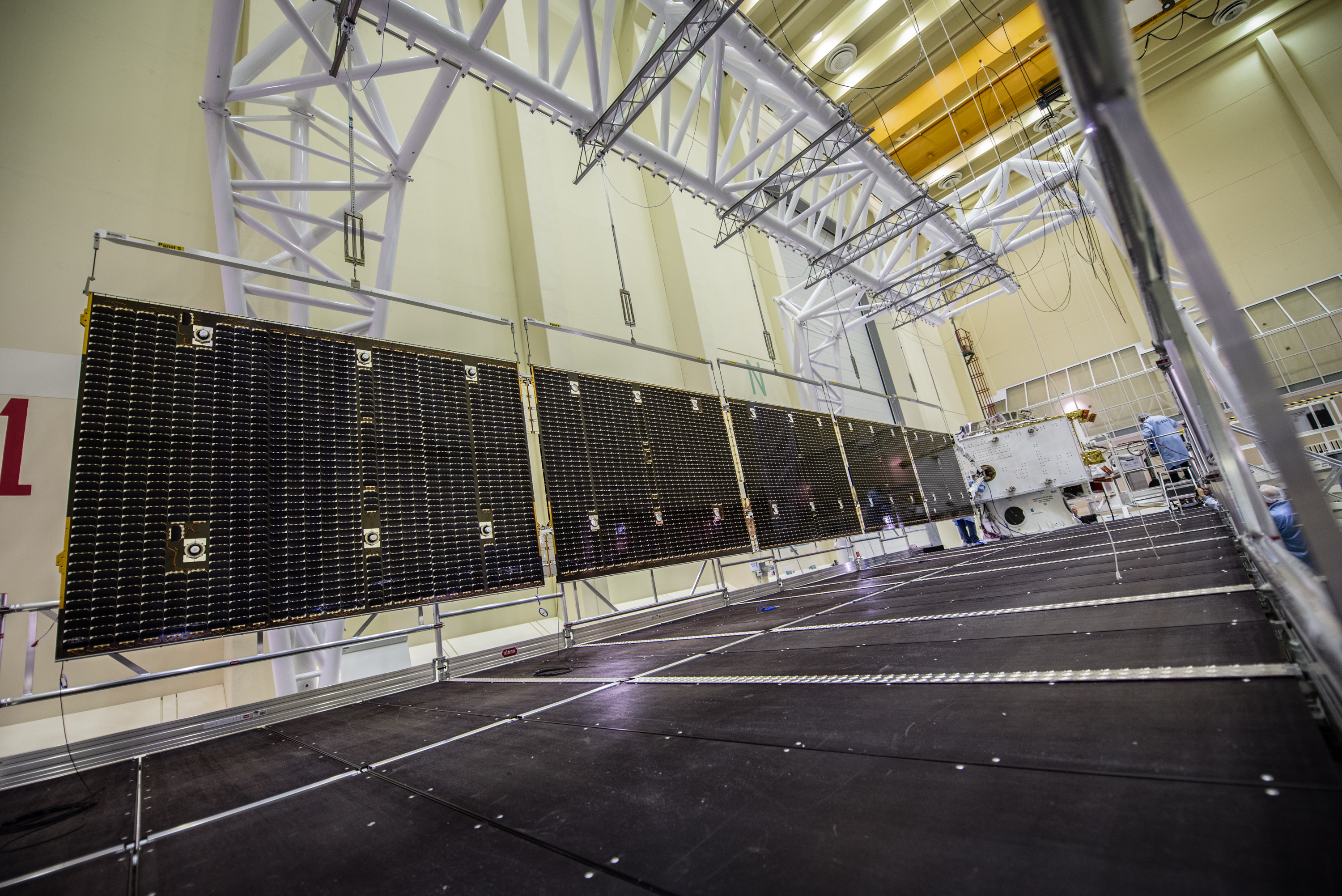
Un des deux ensembles de panneaux solaires est déployé pour des tests à l'ESTEC.

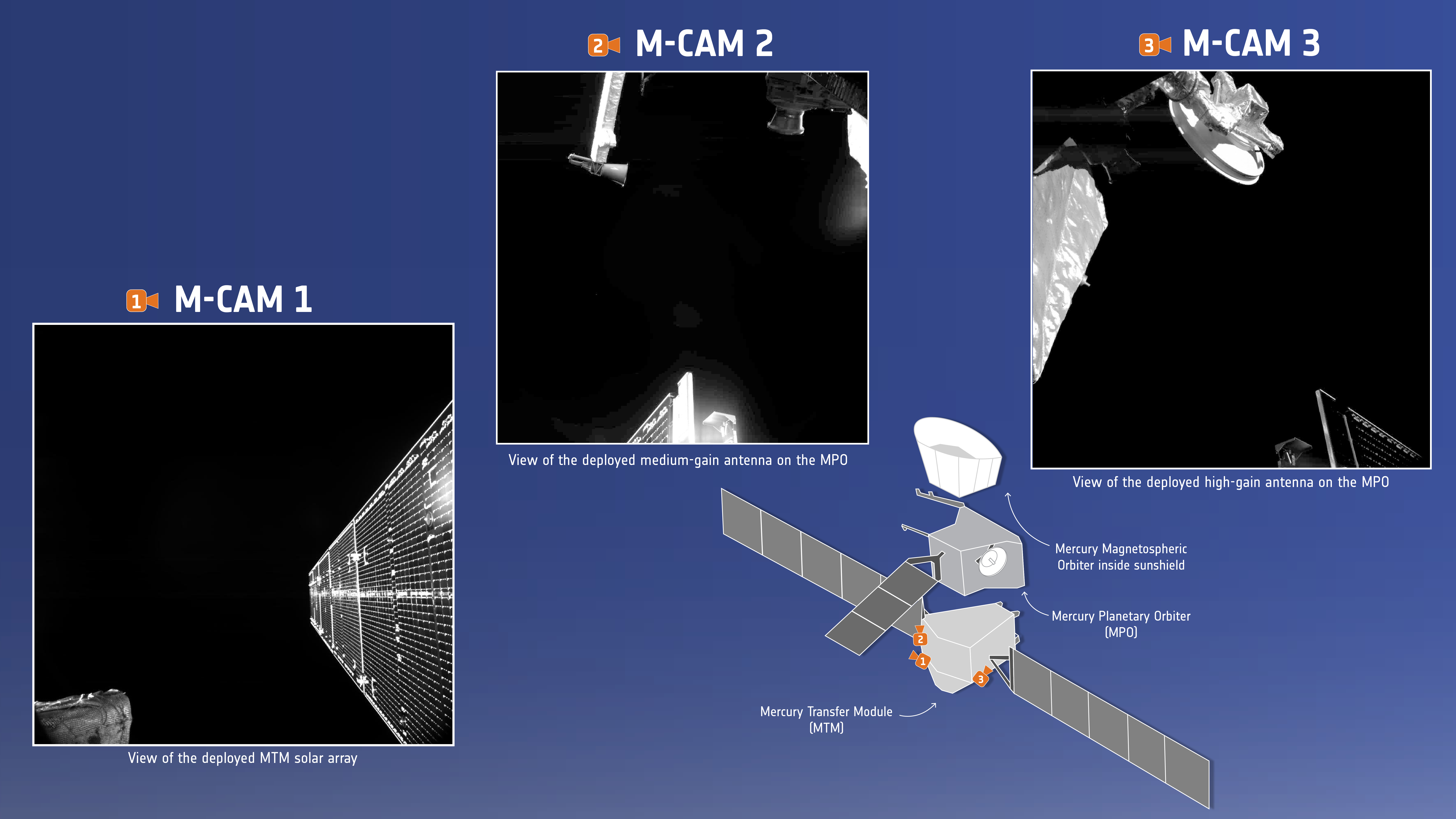
Caméras de monitoring.

Rotation des panneaux solaires lors d'un nettoyage du mécanisme, filmé par une caméra MCAM.

Le module de transfert vers Mercure MTM (Mercury Transfer Module) est chargé de la propulsion de l'ensemble constitué par le MMO et le MPO depuis la Terre jusqu'à l'orbite de Mercure. Il est largué deux mois avant la mise en orbite. D'une masse de 2 645 kg, il utilise une propulsion électrique et une propulsion chimique. Durant les longues périodes de propulsion électrique, le satellite est stabilisé trois axes avec un pointage aligné sur le vecteur de la poussée des moteurs. Lorsque la propulsion n'est pas active, la sonde spatiale est stabilisée par rotation (spinnée) pour limiter la consommation des ergols chimiques qui serait requise par une orientation fixe.

### Le système de propulsion électrique MEPS
Le système de propulsion électrique MEPS (MTM Electric Propulsion System) est constitué par quatre moteurs ioniques à grille T6 fournissant chacun 145 millinewtons de poussée. La poussée peut être modulée en modifiant la puissance électrique. Celle-ci peut varier entre 2,5 et 4,6 kilowatts, fournissant respectivement une poussée comprise entre 75 et 145 mN. L'impulsion spécifique correspondante est comprise entre 3 958 et 4 285 secondes. Ces moteurs éjectent du xénon stocké dans trois réservoirs. Le module dispose de 580 kg de xénon qui fournissent un delta-V total de 5 400 m/s. Chaque moteur peut être orienté de manière individuelle pour que le vecteur de poussée passe en permanence par le centre de masse au fur et à mesure de la consommation des ergols. La poussée peut être volontairement décentrée pour désaturer une roue de réaction. Le mode de fonctionnement normal consiste à faire fonctionner deux des quatre moteurs. Fournis par le constructeur anglais QinetiQ, ils sont dérivés du moteur T5 utilisé par la mission européenne GOCE. Durant la mission, il est prévu que la propulsion électrique fonctionne en tout 880 jours, répartis sur plus de 25 phases propulsives dont la plus longue doit durer 167 jours. Les phases propulsives sont interrompues 30 jours avant le survol de chaque planète pour ne pas modifier les paramètres de survol qui jouent un rôle important dans la précision de l'assistance gravitationnelle.
Les moteurs ioniques doivent être alimentés en énergie électrique et demandent une puissance pouvant atteindre 11 kW. Le module MTM dispose de deux immenses panneaux solaires d'une longueur de 14 mètres chacun (l'envergure totale du module est alors d'environ 30 m), offrant une puissance pouvant atteindre 13 kW.
Jusqu'à une distance de 0,62 unité astronomique du Soleil, les panneaux solaires peuvent être pointés directement vers le Soleil sans subir de dommages, mais, en deçà, l'énergie du rayonnement solaire devient trop importante et porte la température des panneaux à des valeurs qui les dégrade,. Afin d'éviter cette montée en température, ils sont progressivement inclinés de façon à offrir une surface réduite face au flux solaire. Lorsque le besoin en énergie est maximal, en fait uniquement durant les périodes de poussée des moteurs ioniques, les panneaux solaires sont alors orientés pour être à la fois en mesure de fournir l'énergie nécessaire sans toutefois dépasser leur température opérationnelle. Cette contrainte impose en retour une surface importante de panneaux solaires, dans ce cas-ci, 42 m2.

### Caméras de monitoring - MCAM
Le MTM est équipé de trois caméras de monitoring. Avec une définition de 1024x1024 pixels et monochromatiques, elles sont orientées de manière à filmer un des deux panneaux solaires (M1) du MTM, l'antenne moyen gain (M2) et l'antenne haut gain (M3) de l'orbiteur MPO. L'orbiteur MMO n'est pas visible avec ces caméras.
Elles permettent de surveiller après l'envoi d'une commande depuis le sol que tout s'est déroulé parfaitement. Elles ont notamment confirmé en octobre 2018 le déploiement des panneaux solaires et des deux antennes. Depuis, elles sont régulièrement allumées pour vérifier leur fonctionnement ou filmer toute modification d'orientation des antennes. La caméra M3 est la plus sollicitée, car elle est centrée sur l'antenne haut gain dont l'orientation change régulièrement pour pointer vers la Terre.
Ces caméras ont également un but purement médiatique, car elles permettent de partager rapidement sur les réseaux sociaux des images, touchant ainsi le grand public.

Détails du module MTM
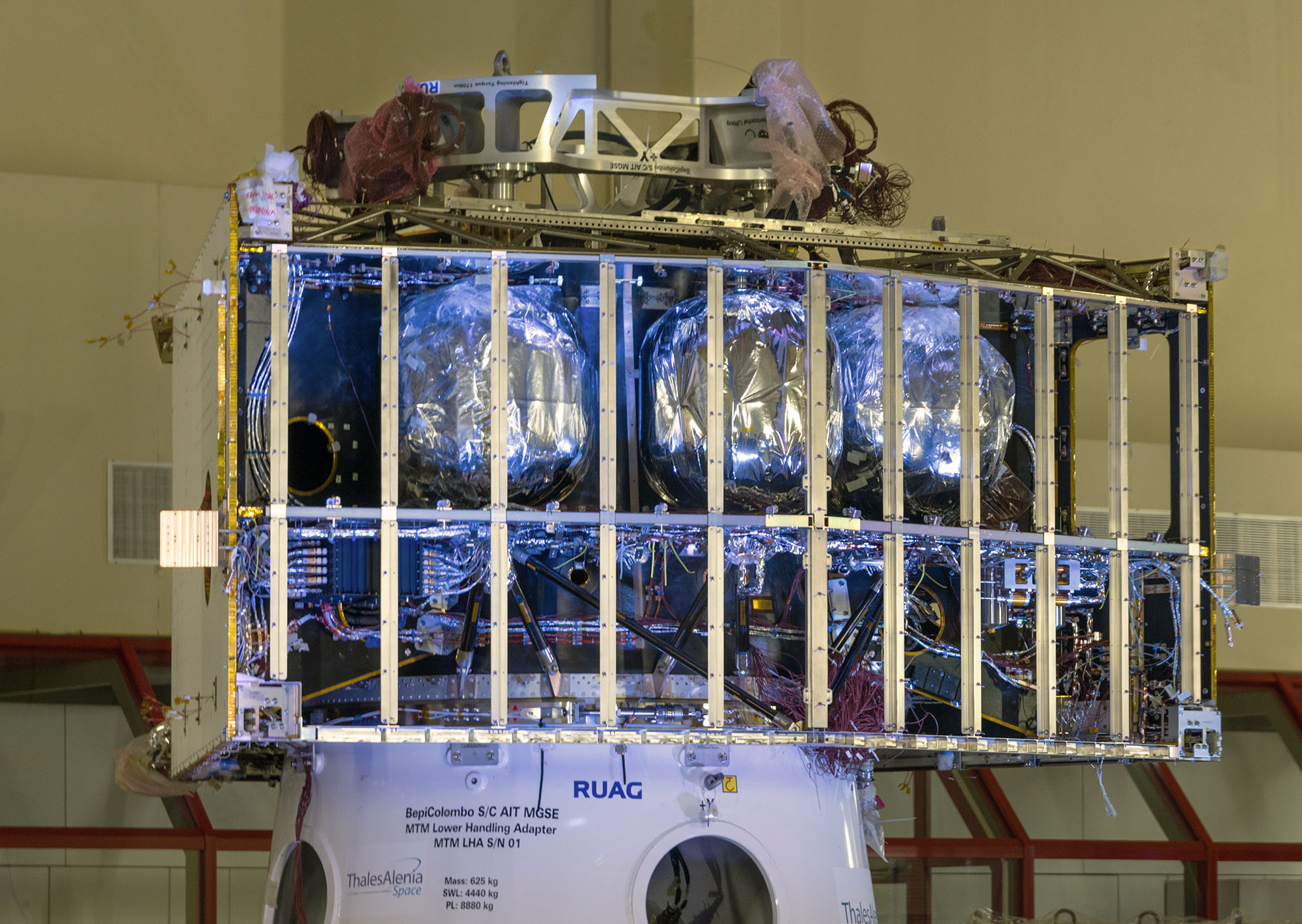
Structure et réservoirs d'ergols.
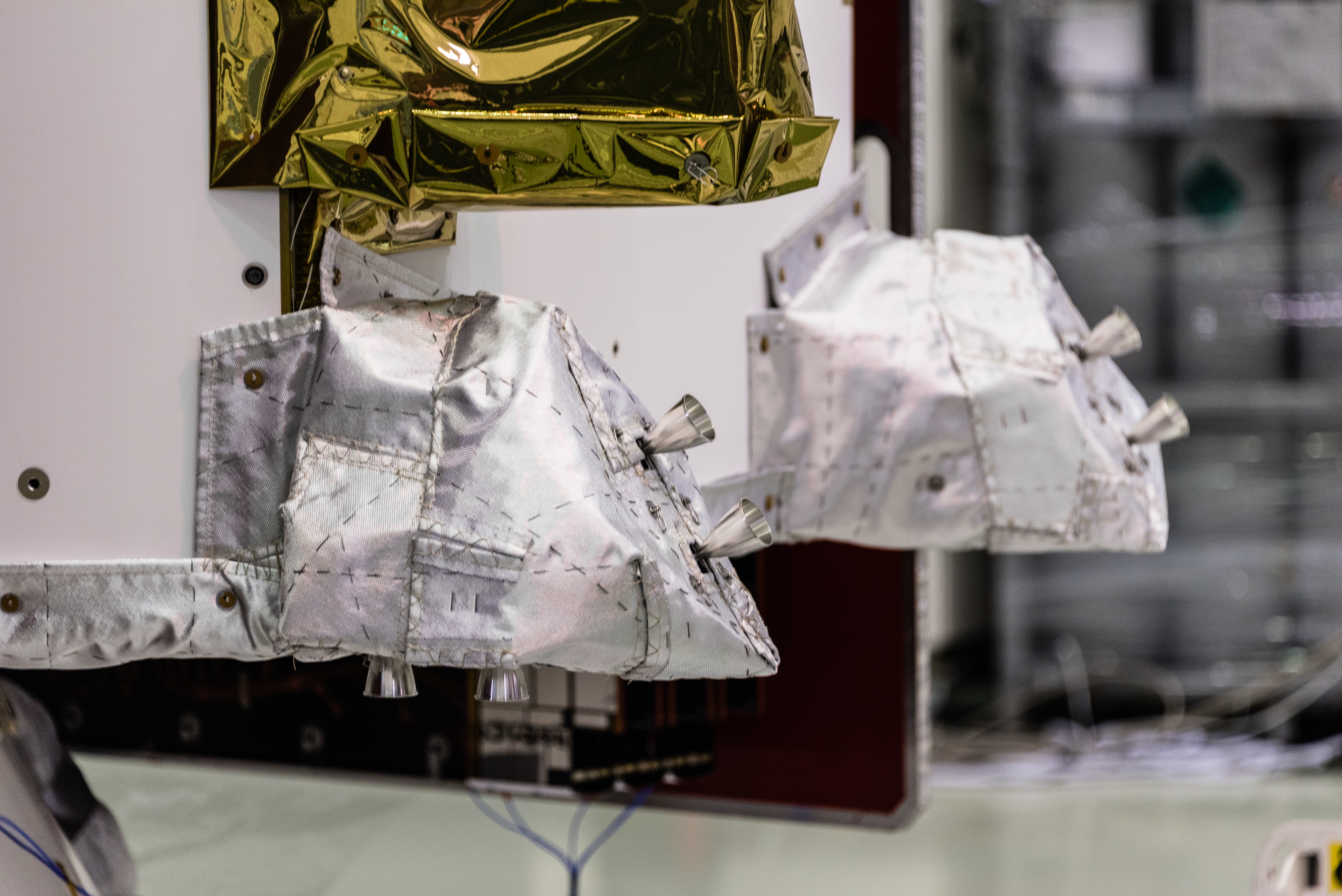
Détail des propulseurs à ergols liquides.
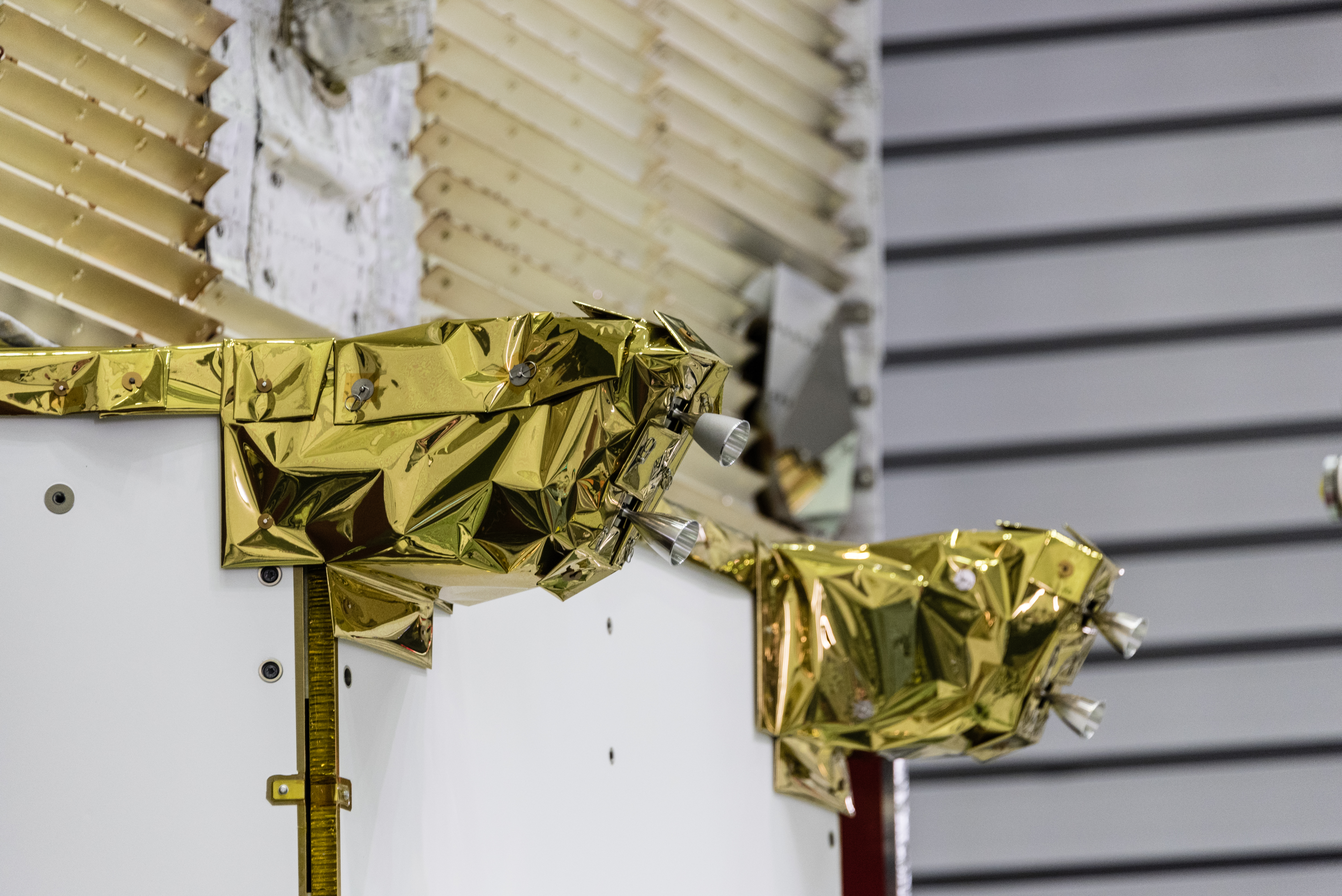
Détail des propulseurs à ergols liquides.

## L'orbiteur MPO

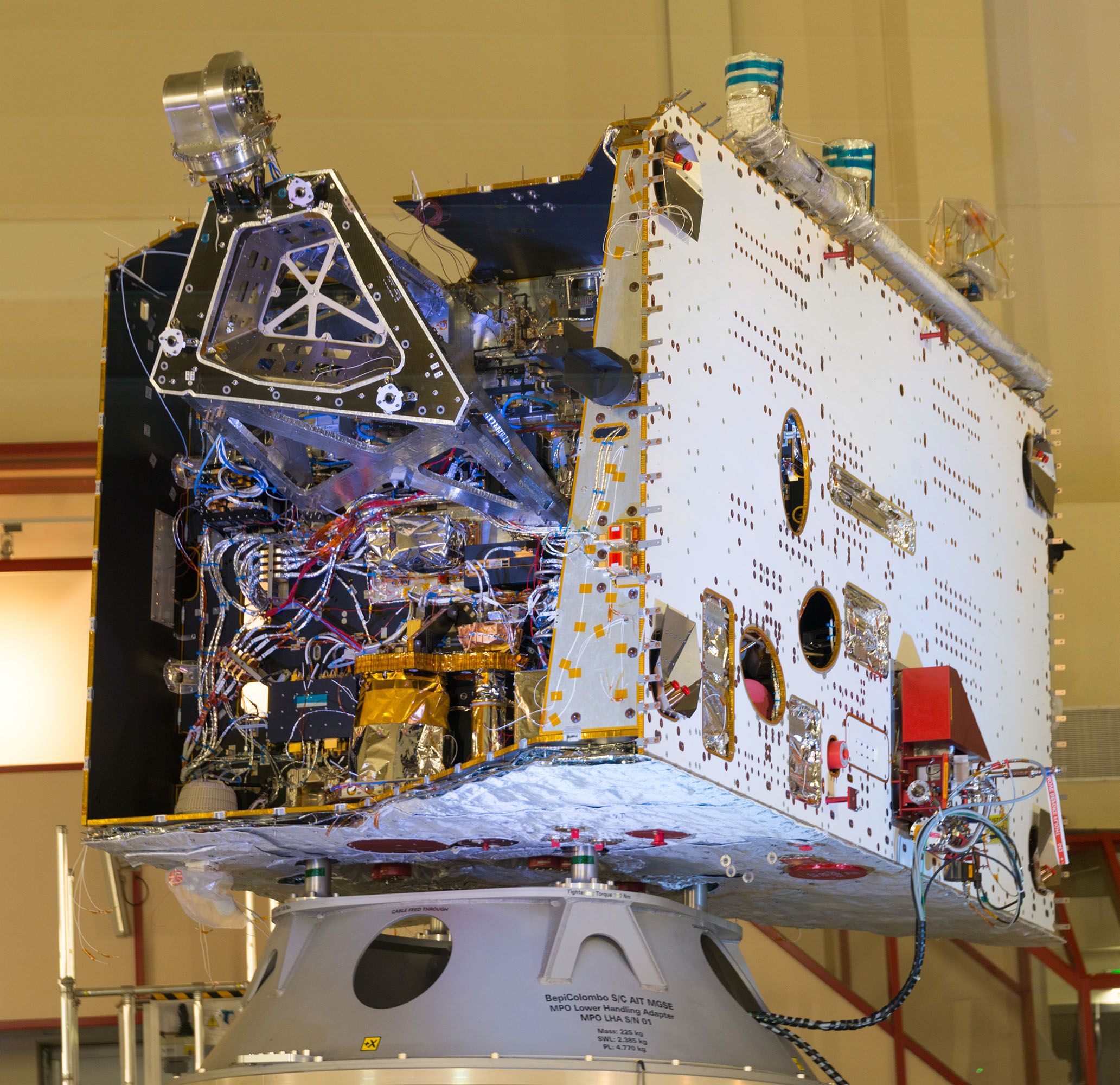
L'orbiteur MPO à l'ESTEC pour des tests.

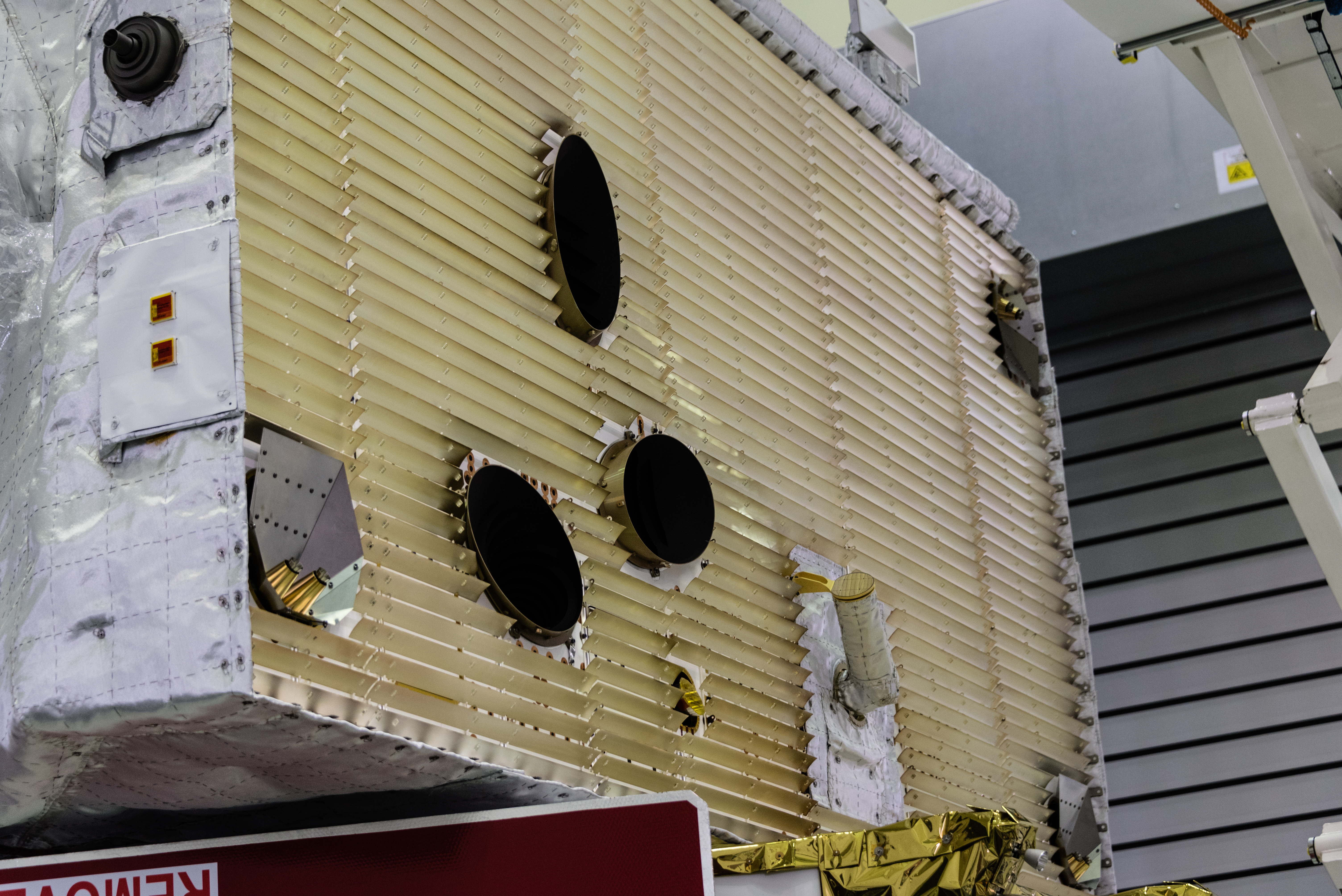
Radiateur du module MPO.

### Plateforme
L'orbiteur MPO (Mercury Planetary Orbiter) est une sonde spatiale stabilisée 3 axes, qui est placée en orbite polaire elliptique (480 × 1 500 km). Elle parcourt une révolution autour de la planète en 2,3 heures. MPO, qui est développée par l'Agence spatiale européenne, a pour objectif l'étude de la planète. Sa masse est de 1 140 kg et elle emporte une charge utile de 85 kg .
L'énergie solaire est fournie par trois panneaux solaires formant une aile unique orientable de 7,5 m de longueur pour une surface de 8 m2 et produisent une puissance moyenne pouvant atteindre 1 800 watts,. Dans le but de limiter leur température à 215 °C, les panneaux sont partiellement recouverts de parties réfléchissantes (OSR) mais également orientés de manière à ne pas présenter leur face perpendiculairement aux rayons solaires.
Afin de ne pas dépasser les limites de température induites par l'albédo et le rayonnement infrarouge de Mercure, le système de contrôle d'attitude et d'orbite (AOCS) de la sonde s'assure de la faire pivoter continuellement. Le contrôle d'attitude est réalisé à l'aide de quatre roues de réaction et deux ensembles redondants de quatre moteurs-fusées de 10 newtons de poussée consommant de l'hydrazine. L'orientation du module est déterminée à l'aide de 3 senseurs stellaires, deux centrales à inertie comportant chacune 4 accéléromètres et 4 gyroscopes et deux ensembles de deux senseurs solaires fins redondants. Les corrections de trajectoire sont confiées à deux ensembles redondants de quatre moteurs-fusées de 22 newtons de poussée bi-ergols, consommant un mélange d'hydrazine et de MON-3.
Les télécommunications sont assurées en bande X par une antenne grand gain orientable de 1 mètre de diamètre, une antenne moyen gain orientable et deux antennes faible gain fixes.

### Système de régulation thermique
L'orbiteur MPO est soumis à un régime thermique particulièrement contraignant. Sur son orbite de travail, le module passe à moins de 0,3 Unité astronomique du Soleil. De plus, la surface de Mercure, que l'orbiteur survole toutes les deux heures, renvoie complètement le flux thermique émis par l'étoile. L'irradiance solaire est comprise entre 6 290 W/m2 lorsque Mercure est à l'aphélie de son orbite et 14 500 W/m2 à son périhélie. La surface de l'orbiteur est portée à des températures dépassant 400 °C. Pour faire face à ce problème, le corps de MPO est recouvert de trois couches d'isolant thermique. La couche extérieure à haute performance (tissu de céramique) supporte sans se dégrader 450 °C. La couche intermédiaire résiste à une température de 250 °C. Enfin, une couche de revêtement thermique standard est apposée sur la structure de MPO et les parties de la sonde spatiale directement exposées au Soleil. Les trois couches sont espacées de 2 cm par des écarteurs pour amortir l'impact des micro-météorites.
Malgré les couches d'isolant, 300 watts de chaleur entrante et 1 200 W générés par l'électronique et l'équipement de la sonde doivent être évacués par un réseau de 97 tubes reliés à un radiateur qui dissipe cette chaleur interne. Le radiateur est monté sur la face de l'engin qui n'est jamais exposé au Soleil et par conséquent, toujours orienté vers Mercure. Pour que le radiateur joue son rôle lorsqu'il est frappé par le rayonnement thermique émanant de la surface de la planète, il est en partie recouvert de lamelles inclinées et découplées thermiquement par rapport à la surface du radiateur. Celles-ci sont en titane avec un revêtement en argent et ont une forme incurvée conçue pour réfléchir le flux thermique de Mercure.

### Instruments scientifiques

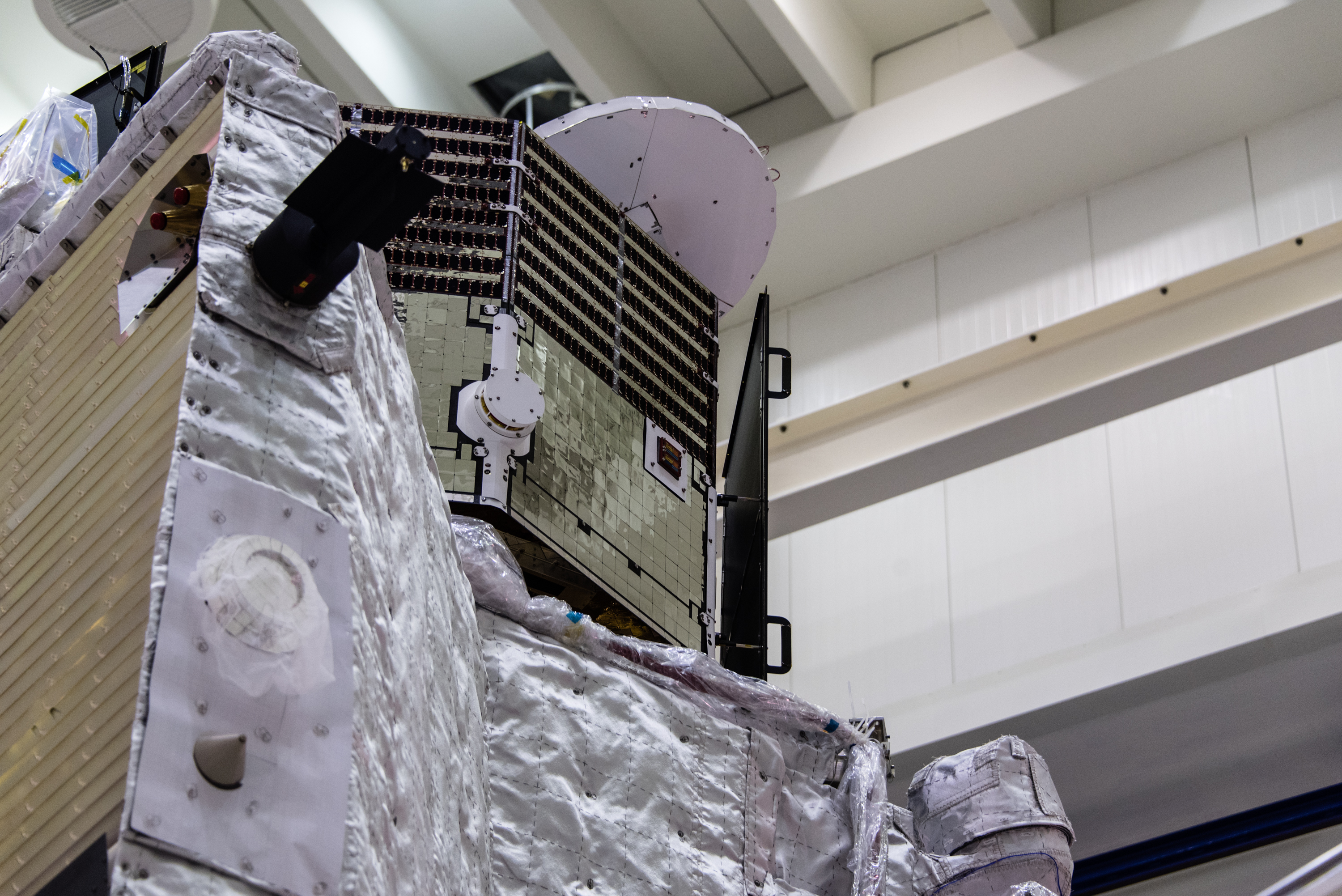
Cette photo partielle des modules MPO et MMO (au-dessus), montre deux des capteurs de l'instrument SERENA situés sous la protrusion noire (antenne faible gain) : les détecteurs PICAM (cercle blanc) et MIPA (cône argenté).

#### Altimètre BELA
BELA (BepicolomBo laser altimeter) est un altimètre laser utilisé pour dresser la topographie de Mercure en fournissant la hauteur et les coordonnées (dans un référentiel centré sur Mercure) d'un réseau de points situés à la surface. Ces informations permettront de créer un modèle de terrain numérique qui sera utilisé pour des études de géologie, de tectonique et pour estimer l'âge de la surface. BELA utilise une technique classique consistant à émettre un faisceau laser qui est réfléchi par la surface de Mercure et qui est analysé 5 millisecondes après son émission par un télescope faisant partie de l'instrument. Les données reçues sont optimisées pour une altitude du satellite de 1 050 km. Le faisceau laser est émis tous les 250 mètres sur la trace au sol. Celles-ci sont écartées de 25 km au niveau de l'équateur et beaucoup moins à des latitudes plus élevées. La distance entre les traces au sol seront inférieures à 6 km au niveau de l'équateur en fin de mission. BELA fournit également des informations sur la rugosité et l'albedo du terrain. L'instrument est fourni par l'Université de Berne et l'Institut für Planetenforschung de la DLR à Berlin.

#### Magnétomètre MPO-MAG
Le magnétomètre MPO-MAG fait partie de la suite de magnétomètres MERMAG (Mercury magnetometer) qui comprend également deux magnétomètres installés à bord de l'orbiteur MMO : MPO-MAG et MMO-MGF. MPO-MAG comprend deux magnétomètres digitaux qui mesurent de manière détaillée le champ magnétique de Mercure. L'objectif est de comprendre l'origine de ce champ, son évolution et d'en déduire la structure interne de la planète. Les mesures sont effectuées avec une fréquence d'échantillonnage de 128 Hz qui peut être réduite sur commande jusqu'à 0,5 Hz. Les deux magnétomètres sont installés sur un mât à des distances différentes du corps de l'orbiteur pour déterminer l'influence des courants électriques et aimants présents. L'instrument est développé par la Technische Universität Braunschweig en Allemagne.

#### Accéléromètre ISA
ISA (Italian Spring Accelerometer) est un accéléromètre tridimensionnel qui mesure les forces s'exerçant sur la sonde spatiale générées par la pression de radiation du rayonnement solaire dans le visible et par du rayonnement infrarouge généré par Mercure. Les données recueillies sont combinées avec celles fournies par le viseur d'étoiles, la caméra et le répéteur embarqué pour déterminer la position et l'orientation précise de MPO par rapport à la Terre et des points de référence situés à la surface de Mercure. L'accéléromètre joue un rôle important dans l'expérience de radio-science MORE. L'instrument est développé par l'Institut d'astrophysique et de planétologie spatiale de Rome (IAPS) .

#### Expérience de radio-science MORE
MORE (Mercury Orbiter Radio-science Experiment) est une expérience de radio-science utilisée pour mesurer le champ gravitationnel de Mercure et ainsi déterminer la taille et l'état physique du noyau de la planète. Ces éléments en retour contribueront à modéliser la structure de Mercure et à tester les théories sur la gravité avec une précision inégalée. Il doit également permettre de mesurer le degré d'aplatissement du Soleil et de caractériser la précision du système de détermination de la position de la sonde spatiale. Ces objectifs résultent de l'exploitation de données fournies par MORE au niveau de la station terrestre mais également par des instruments embarqués (BELA, ISA et SIMBIO-SYS) ainsi que par le système de contrôle d'orientation de BepiColombo. L'instrument directement associé est un répéteur embarqué fonctionnant en bande Ka dont le signal est exploité par les stations au sol. Les données directement produites par MORE sont la distance avec la station avec une précision de 15 cm et l'accélération par rapport à celle-ci avec une précision de 1,5 µm/s2 (pour un temps d'intégration de 1 000 s). L'expérience est développée par l'université de Rome « La Sapienza ».

#### Spectromètre imageur infrarouge MERTIS
Le spectromètre imageur infrarouge MERTIS (Mercury radiometer and thermal infrared spectrometer) fournit des données sur la composition géologique de la surface de Mercure. Celle-ci est sans doute la plus ancienne parmi les planètes du Système solaire. La connaissance de sa composition joue un rôle crucial dans le choix entre les différents scénarios relatifs aux processus à l’œuvre dans les régions internes du Système solaire au début de sa formation. La radiance spectrale de la surface de Mercure côté jour est dominée, pour les longueurs d'onde supérieures à 1,2 µm (à 725 K), par le rayonnement thermique qui l'emporte sur le rayonnement réfléchi du Soleil. La bande spectrale comprise entre 0,8 et 2,8 µm est une région de transition, mais les flux thermiques l'emportent sur les flux réfléchis, ce qui permet d'identifier les minéraux qui ont leurs principales raies d'émission dans cette partie du spectre. MERTIS utilise la technologie des micro-bolomètres qui ne nécessitent pas de système de refroidissement. La bande spectrale couverte va de 7 à 14 µm pour le spectromètre et de 7 à 40 µm pour le radiomètre. Le champ de vue est de 4° et la fauchée de l'instrument est de 28°. La résolution spectrale de 90 nm peut être modifiée pour optimiser le rapport signal sur bruit par rapport aux minéraux présents dans la zone observée. Ce rapport, qui par défaut est au moins égal à 100, peut être poussé à 1 000 si la surface est composée de grains fins et en partie vitreux. L'instrument doit permettre d'établir une carte minéralogique de 5 à 10 % de la surface de la planète avec une résolution spatiale de 500 mètres et une carte des températures avec une résolution spatiale de 28 km. Il est développé par l'Université de Münster et le Centre allemand pour l'aéronautique et l'astronautique.

#### Détecteur de particules SERENA
SERENA (STart from a ROtating Field mass spectrOmeter) est un instrument mesurant in situ les particules neutres et ionisées présentes dans la région de l'espace entourant Mercure. Les données recueillies portent sur les couplages entre la magnétosphère, l'exosphère et la surface de la planète ainsi que sur les interactions entre les particules énergétiques, le vent solaire, les micrométéorites et le milieu interplanétaire. L'instrument, qui est fourni par l'Institut d'astrophysique et de planétologie spatiale de Rome, comprend quatre détecteurs complémentaires permettant de mesurer les particules neutres et ionisées :
- ELENA (Emitted Low-Energy Neutral Atoms) est un détecteur de particules neutres. L'instrument étudie les gaz neutres s'échappant de la surface de la planète en analysant leur dynamique et les processus à l'œuvre. L'instrument qui a un champ de vue de 4,5º x 76º et une résolution angulaire de 4,5º x 4,5º mesure l'énergie des particules lorsqu'elle est comprise entre 20 et 5 000 eV ;
- STROFIO (Emitted Low-Energy Neutral Atoms) est un spectromètre de masse qui détermine la composition des gaz présents dans l'exosphère. Il analyse les particules neutres dont l'énergie est inférieure à 1 eV. Son champ de vue est de 20° (dans le sens de déplacement du satellite), sa résolution massique (en) est de 60 et sa résolution temporelle est de 10 secondes ;
- MIPA (Miniature Ion Precipitation Analyser) analyse les ions dont l'énergie est comprise entre 15 et 15 000 eV et qui bombardent la surface de la planète. Le détecteur détermine leur masse (résolution massique de 5) et leur spectre énergétique (résolution spectrale de 7 %) ;
- PICAM (Planetary Ion CAMera) est un spectromètre de masse qui effectue des mesures des ions issus de l'ensemble du ciel. L'instrument étudie la chaîne de processus qui éjecte les particules du sol et les projette dans l'exosphère de Mercure.

#### Spectromètre imageur Symbio-SYS
Le spectromètre imageur SYMBIO-SYS (Spectrometers and Imagers for MPO BepiColombo Integrated Observatory System) fournit des données sur la géologie de la surface de Mercure, son volcanisme, la tectonique, l'âge de la surface et la géophysique. L'instrument est développé conjointement par l'Osservatorio Astronomico di Padova, l'Université de Padoue et l'Agence spatiale italienne. Il regroupe en fait trois instruments :
- STC (Stereo Channel) est une caméra disposant de deux optiques fournissant des images stéréo de la surface avec une résolution spatiale de 50 mètres par pixel. Le champ de vue est de 4° et les images sont prises dans quatre bandes de fréquence : panchromatique (650 nm), 550, 700 et 880 nm. Les images prises par STC sont utilisées pour dresser la topographie détaillée de la surface de Mercure ;
- HRIC (High spatial Resolution Imaging Channel) est une caméra à haute résolution destinée à prendre des images détaillées de cibles présélectionnées. Le champ de vue est de 1,47°. Les images ont une résolution spatiale de cinq mètres par pixel au périapse. Elles sont prises dans les mêmes bandes de fréquence que l'instrument STC. À l'issue de la mission, plus de 10 % de la surface de la planète aura été photographiée par HRIC ;
- VIHI (Visible Infrared Hyperspectral Imager Channel) est un spectromètre imageur travaillant dans le spectre visible et proche infrarouge (400 à 2 000 nm). Sa résolution spectrale est de 6,25 nm et les images ont une résolution spatiale de 100 mètres au périapse de l'orbite (altitude de 400 km). L'objectif principal de cet instrument est de fournir une carte minéralogique avec une résolution minimale de 400 mètres et un niveau de confiance de 5-10 %.

#### Spectroscope ultraviolet PHEBUS
PHEBUS (Probing of Hermean Exosphere By Ultraviolet Spectroscopy) est un spectroscope ultraviolet qui mesure le spectre du rayonnement émis dans l'exosphère en effectuant des observations au-dessus du limbe de Mercure. Il comprend une partie optique unique associée à deux ensembles réseau de diffraction/détecteurs couvrant chacun une partie du spectre ultraviolet. Le rayonnement incident passe à travers un déflecteur installé dans le radiateur et qui fait un angle de 10°. Le déflecteur peut tourner de 360°, ce qui permet de modifier le pointage et d'observer une région de l'exosphère ou une altitude précise. Le spectroscope EUV couvre la bande 55-155 nm et peut observer les lignes de second ordre dans la bande 25-50 nm. Le deuxième spectroscope couvre la bande 145-315 nm ainsi que les longueurs d'onde 404 et 422 nm. La résolution spectrale est de 1 nm. Les mesures effectuées ont pour objectif de mieux comprendre les couplages entre la surface, l'exosphère et la magnétosphère de Mercure. La composition et la structure verticale de l'exosphère seront fournies. L'instrument est développé conjointement par le laboratoire français LATMOS et l'Institut de recherche spatiale de l'Académie des sciences de Russie.

#### Spectromètre imageur rayons X MIXS
MIXS (Mercury Imaging X-ray Spectrometer) est un spectromètre imageur travaillant dans l'ultraviolet. Il exploite le phénomène de fluorescence des rayons X : le rayonnement X de la couronne solaire excite les atomes de la couche superficielle à la surface de Mercure. Ce phénomène touche les couches électroniques K et L des atomes qui réémettent l'énergie sous forme de raies d'émission caractéristiques de l'élément chimique. En analysant la bande spectrale 0,5–7,5 keV, on peut déterminer l'abondance des atomes légers composant les roches : magnésium, aluminium, silicium, titane et fer. La mesure est calibrée en utilisant le flux solaire incident à l'aide des données fournies par l'instrument SIXS. MIXS est composé de deux instruments. MIXS-T fournit des images à haute résolution avec un champ de vue de 1°. MIXS-C est un instrument grand angle (10°). Les données fournies par l'instrument MIXS répondent à trois objectifs scientifiques. Elles doivent permettre de cartographier l'abondance des principaux éléments chimiques entrant dans la composition des roches de la surface de Mercure avec une précision comprise entre 5 et 50 % en fonction de leur pourcentage. Des cartes plus détaillées seront produites là où les conditions d'éclairage le permettent.
Concrètement, l'instrument doit permettre de mieux connaître, entre autres, la façon dont Mercure s'est formée, à partir de quelle matière, l'histoire de l'évolution de sa croûte ou encore de confirmer que la zone aurorale, où les particules énergétiques interagissent avec la surface, est une source intense de rayonnement X.
L'instrument est fourni par l'Université de Leicester au Royaume-Uni.

#### Spectromètre rayons X et particules SIXS
SIXS (Solar intensity x-ray and particles spectrometer) est constitué de deux détecteurs qui mesurent in situ le spectre, d'une part, du rayonnement X dont l'énergie est comprise entre 1 et 20 keV, d'autre part, des protons dont l'énergie est comprise entre 0,33 et 30 MeV, ainsi que des électrons dont l'énergie est comprise entre 50 keV et 3 MeV. L'instrument permet de mesurer jusqu'à 20 000 particules/photons incidents par seconde. Son champ de vue est supérieur à 180°. L'objectif scientifique associé à l'instrument est de mesurer le flux de rayonnement issu du Soleil et réfléchi par la surface de Mercure. Il s'agit de mettre en évidence les variations en intensité qui atteignent plusieurs ordres de grandeur sur une échelle de temps comprise entre quelques secondes et quelques années et d'établir leur corrélation avec les changements de l'activité du Soleil. Pour exploiter les informations recueillies, l'analyse utilise également les données du spectromètre imageur MIXS.
SIXS est développé par l'Université d'Helsinki ; MIXS et SIXS ne sont d'ailleurs pas uniquement des acronymes, mais signifient en finnois, respectivement, « pourquoi ? » et « voilà pourquoi ».

#### Spectromètre à neutrons et rayons gamma MGNS
MGNS (Mercury gamma-ray and neutron spectrometer) est un spectromètre à neutrons et rayons gamma qui doit permettre de préciser, d'une part, la composition en éléments de l'ensemble de la surface de Mercure par régions identifiables avec une précision de 0 à 30 % et une résolution spatiale de 400 km. Un objectif secondaire est de fournir la distribution des éléments volatils qui se déposent dans les régions polaires de Mercure situées en permanence hors de portée du Soleil et de fournir une carte de la densité de ces dépôts avec une précision de 0,1 g/cm2 et une résolution spatiale de 400 km. L'appareil doit déterminer l'éventuelle présence de glace d'eau dans les cratères des pôles. Ces mesures sont effectuées en analysant les neutrons générés par l'impact des rayons cosmiques sur la surface de Mercure en l'absence de protection que pourrait assurer un champ magnétique fort ou une atmosphère. Ceux-ci interagissent avec les couches superficielles (1 à 2 mètres) du sol et produisent des rayons gamma dans des raies spectrales caractéristiques de l'élément chimique que constitue l'atome excité. Par ailleurs, le potassium, le thorium et l'uranium présents dans le sol produisent de manière naturelle des rayons gamma. L'instrument analyse à la fois les rayons gamma et les neutrons émis par la surface. Il est composé de cinq détecteurs. MGRS (Mercury Gamma Ray Spectrometer) est un spectromètre gamma qui utilise un scintillateur au bromure de lanthane (LaBr3). MNS (Mercury neutron Spectrometer) est constitué de quatre détecteurs de neutrons utilisant des compteurs proportionnels à gaz à l'hélium 3, ³He. L'instrument est développé par l'IKI de Moscou.
| Instrument | Type                                         | Caractéristiques | Masse  | Consommation électrique | Laboratoires principal et secondaires                                              | Responsables instrument                                                                          |
| ---------- | -------------------------------------------- | --- | ------ | ----------------------- | ---------------------------------------------------------------------------------- | ------------------------------------------------------------------------------------------------ |
| BELA,      | Altimètre laser                              | Impulsions 50 mJ Longueur d'onde 1 064 nm Fréquence des impulsions 10 Hz Divergence 50 µrad Récepteur : Cassegrain de 20 cm, ouverture f/5                                                            | 12 kg  | 36 watts                | Université de Berne DLR Institut für Planetenforschung, Berlin                     | Nicolas Thomas et Hauke Hussmann                                                                 |
| ISA        | Accéléromètre                                | Précision 10–8 m/s2 | 5,8 kg | 7,4 à 12,1 watts        | IAPS (Rome)                                                                        | Valerio Iafolla                                                                                  |
| MPO-MAG    | Magnétomètre                                 | Plage de mesure dynamique ±2 000 nT Résolution 2 pT |        |                         | Technische Universität Braunschweig                                                | Karl-Heinz Glassmeier et Chris Carr                                                              |
| MERTIS     | Spectromètre imageur infrarouge              | Longueurs d'onde 7-14 µm (spectromètre) et 7-40 µm (radiomètre) Résolution spectrale : 90 nm Résolution spatiale : 500 m Champ de vue : 4° (fauchée 28 km)                                            | 3,3 kg | 8 à 13 watts            | Université de Münster et le Centre allemand pour l'aéronautique et l'astronautique | Harald Hiesinger et Jörn Helbert                                                                 |
| MGNS       | Spectromètre à neutrons et rayons gamma      | Résolution spatiale en surface 400 km Résolution sous la surface environ 1 m | 5,5 kg | 6,5 watts               | IKI, Moscou                                                                        | Igor Mitrofanov                                                                                  |
| MIXS       | Spectromètre imageur rayons X                | Longueurs d'onde : 0,5-7 keV Champ de vue : 1° (MIXS-T) 10° (MIXS-C) |        |                         | Université de Leicester                                                            | Emma Bunce et Karri Muinonen                                                                     |
| MORE       | Transpondeur radio                           | |        |                         | Université de Rome « La Sapienza »                                                 | Luciano Iess et Sami Asmar                                                                       |
| PHEBUS     | Spectromètre ultraviolet lointain et extrême | Longueurs d'onde : 55-155 nm, 145-315 nm, 404 nm et 422 nm Résolution spectrale : 1 nm Pointage : 1 degré de liberté                                                                                  |        |                         | LATMOS IKI, Moscou                                                                 | Eric Quémerais, I. Yoshikawa et Oleg Korablev                                                    |
| SERENA     | Spectromètre de masse                        | ELENA : particules neutres 20 eV-5 keV ΔV/V >= 10% STROFIO : particules neutres < 1 eV, m/∆m = 60 MIPA: ions 15 eV - 15 keV, ∆e/e = 7 % et m/∆m = 5 PICAM : ions 1 eV -3 keV, ∆e/e = 7 % et m/∆m > 60 |        |                         | IAPS (Rome)                                                                        | Stefano Orsini, Stefano Livi, Stas Barabash et Herbert Lichtenegger                              |
| SIMBIO-SYS | Spectromètre imageur                         | Caméra stéréo STC : résolution spatiale 50 m Caméra haute définition : résolution spatiale 5 m Spectromètre imageur VIHI : bande spectrale 400 à 2 000 nm Résolution spatiale 100 m                   |        |                         | Osservatorio Astronomico di Padova                                                 | Gabriele Cremonese, Fabrizio Capaccioni, Pasquale Palumbo, Alain Doressoundiram et Yves Langevin |
| SIXS       | Spectromètre rayons X                        | |        |                         | Université d'Helsinki                                                              | Juhani Huovelin, Manuel Grande et Rami Vainio                                                    |

## L'orbiteur magnétosphérique (MMO)

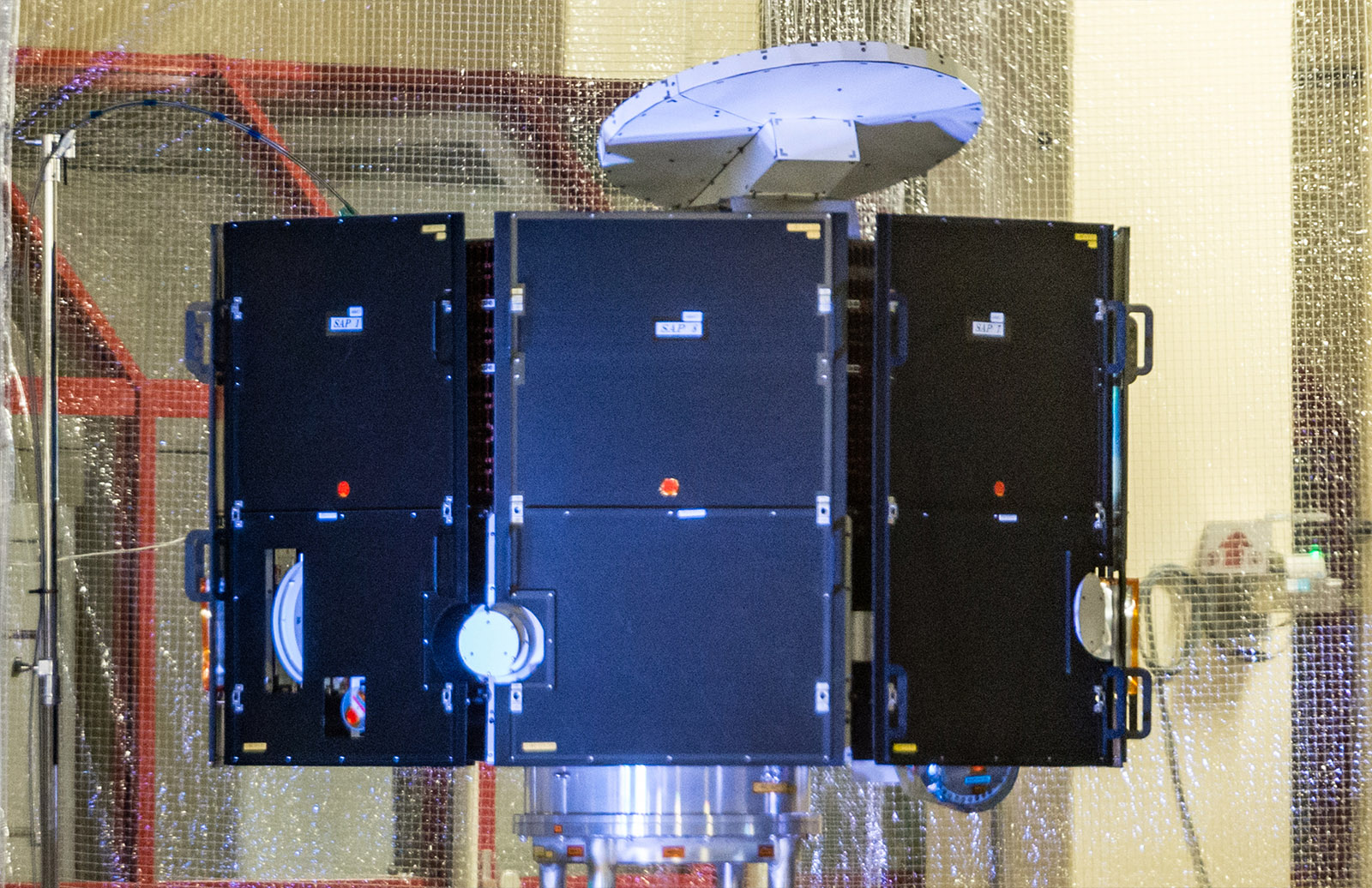
L'orbiteur MMO à l'ESTEC pour des tests.

L'orbiteur MMO (Mercury Magnetospheric Orbiter) est un satellite scientifique développé par l'Agence spatiale japonaise JAXA dont l'objectif principal est l'étude de l'atmosphère et de la magnétosphère de la planète Mercure. Il circule sur une orbite polaire fortement elliptique de 11 640 km sur 590 km qu'il parcourt en un peu plus de 9 heures.

### Plateforme
D'une masse totale d'environ 275 kg dont 45 kg d'instrumentation, MMO se présente sous la forme d'un prisme octogonal haut de 0,9 mètre avec des faces opposées distantes de 1,8 mètre. La structure du satellite comporte deux ponts séparés d'un espace haut de 40 centimètres dans lequel sont logés les instruments. Cet espace est subdivisé par quatre cloisons et un cylindre central qui retransmet la poussée durant les phases propulsives. Le satellite est spinné (en rotation) à 15 tours par minute autour de son axe qui est maintenu perpendiculaire au plan orbital de Mercure autour du Soleil. Ce choix d'orientation garantit que les extrémités du satellite (le bas et le haut du prisme) ne sont jamais pointées vers le Soleil et permet de pointer l'antenne grand gain vers la Terre en la rendant orientable avec un seul degré de liberté. L'orientation est déterminée à l'aide d'un viseur d'étoiles fixé sous le satellite et deux capteurs de Soleils situés sur les flancs. Elle est modifiée à l'aide de propulseurs à gaz froid. Un système d'amortissement de nutation est installé dans le cylindre central.
La partie supérieure des parois de l'octogone est recouverte d'une mosaïque de cellules solaires (50 % de la surface) qui génèrent 350 watts et de miroirs (Optical Solar Reflector ou OSR) qui maintiennent la température dans une fourchette acceptable. L'antenne parabolique grand gain de 80 cm de diamètre transmet les données en bande X avec un débit moyen de 16 kilobits par seconde soit 40 mégaoctets par jour dans le cadre de sessions de télécommunications quotidiennes d'une durée de 6 heures. Le satellite dispose d'une mémoire de masse de deux gigaoctets pour stocker les télémesures et les données scientifiques entre deux sessions radio. Le satellite dispose également d'une antenne moyen gain,.

### Le pare-soleil MOSIF
Le module pare-soleil et interface MOSIF (Magnetospheric Orbiter Sunshield and Interface Structure) protège le MMO du Soleil et joue le rôle d'interface entre le MMO et le MPO.

### Instruments scientifiques
MMO dispose de cinq instruments scientifiques dont la masse et la puissance totale allouée est respectivement de 40 kg et 53 watts :

#### Magnétomètres MMO/MGF
MMO/MGF (Mercury Magnetometer / Magnetometer Fluxgate) comprend deux magnétomètres à saturation tri-axiaux : MGG-O (outboard) est un magnétomètre digital monté à l'extrémité du mât porte-instruments de 4,4 mètres identique à celui installé à bord de MPO. MGF-I (inboard) est un magnétomètre analogique monté sur le même mât à 1,6 mètre de l'extrémité. La présence de deux instruments permet d'isoler dans les mesures effectuées l'incidence des aimants et courants électriques présents dans le satellite. Les données collectées contribueront, intrinsèquement et par comparaison avec les données recueillies sur les magnétosphères de la Terre, de Jupiter et de Saturne, à l'amélioration de notre connaissance de la magnétosphère de Mercure. Les performances exigées pour les instruments sont élevées, car la densité du vent solaire est cinq fois plus importante et l'intensité du champ magnétique interplanétaire est dix fois plus élevée. Il en résulte que les processus se déroulent trente fois plus rapidement dans la magnétosphère de Mercure. Les mesures sont effectuées avec une fréquence d'échantillonnage de 128 Hz et peuvent mesurer des champs de  ± 2 000 nanotesla avec une résolution de 3,8 picotesla. L'instrument complète le magnétomètre embarqué sur le satellite MPO en fournissant des données permettant de distinguer les fluctuations temporelles et les variations spatiales. L'instrument est fourni par l'Institut de recherche spatiale de l'Académie autrichienne des sciences.

#### Détecteur de particules et de plasma MPPE
MPPE (Mercury Plasma/Particle Experiment) est un détecteur de plasma, de particules à haute énergie et d'atomes énergétiques neutres destiné à étudier l'interaction entre le vent solaire et la magnétosphère de Mercure. Il comprend sept détecteurs dont six effectuent des mesures in situ. Ces instruments sont, pour les électrons, deux capteurs Mercury Electron Analyzers (MEA1 et MEA2) montés à 90° l'un de l'autre et High Energy Particle instrument for electron (HEP-ele) ; pour les ions, il s'agit des Mercury Ion Analyzer (MIA), Mercury mass Spectrum Analyzer (MSA) et High Energy Particle instrument for ion (HEP-ion). Enfin, le capteur Energetic Neutrals Analyzer (ENA) détecte les particules énergétiques neutres produites par les échanges de charge électrique et fournit des informations sur la manière dont le plasma et les gaz neutres interagissent avec l'environnement de Mercure. L'instrument est fourni par l'Institut des sciences spatiales et astronautiques situé à Kanagawa au Japon.

#### Détecteur de poussières MDM
MDM (Mercury Dust Monitor) est un détecteur de poussières qui doit collecter des informations sur leurs caractéristiques dans la région dans laquelle circule la planète Mercure, c'est-à-dire à une distance du Soleil comprise entre 0,31 et 0,47 Unité astronomique. Il mesure l'énergie de l'impact, une direction approximative et la densité (en nombre). MDM comprend quatre détecteurs piézoélectriques en céramique de 40 × 40 mm qui permettent de mesurer les poussières arrivant pratiquement d'un hémisphère. 100 à 200 impacts par année terrestre sont anticipés. L'instrument est fourni par l'Université de technologie de Chiba située au Japon.

#### Spectromètre MSASI
MSASI (Mercury Sodium Atmospheric Spectral Imager) est un spectromètre qui doit mesurer l'intensité de la raie d'émission D2 du sodium (589 nm ±0,028 nm) à la surface de Mercure qui présente une distribution non expliquée. L'instrument mesure sa distribution sur l'ensemble de la surface grâce, d'une part, à un miroir rotatif et, d'autre part, du fait du mouvement de la sonde spatiale sur son orbite. L'instrument est un interféromètre Fabry-Perot fourni par l'Université de Tokyo.

#### Détecteur d'ondes de plasma PWI
PWI (plasma wave investigation) est constitué de deux détecteurs de champ électrique (MEFISTO et WPT) et de deux détecteurs de champ magnétique (LF-SC et DB-SC) qui doivent mesurer la forme des ondes et la fréquence du champ électrique (jusqu'à 10 MHz) et du champ magnétique (de 0,1 Hz à 640 kHz). MEFISTO et WPT sont des antennes de 32 mètres de long qui sont déployées en orbite de part et d'autre du corps du satellite. LF-SC et DB-SC sont composés de détecteurs placés sur le mât porte-instruments de 4,4 mètres utilisé par ailleurs par les magnétomètres MMO/MGF. L'instrument est fourni par l'Université du Tōhoku située au Japon.
| Instrument | Type | Caractéristiques                                                                                   | Masse                     | Consommation électrique | Laboratoire principal et secondaires                        | Responsable instrument |
| ---------- | --- | -------------------------------------------------------------------------------------------------- | ------------------------- | ----------------------- | ----------------------------------------------------------- | ---------------------- |
| MMO/MGF    | Magnétomètre | Fréquence d'échantillonnage : 128 Hz Résolution : 3,8 pT                                           |                           |                         | Institut de recherche spatiale, Graz                        | Wolfgang Baumjohann    |
| MPPE       | Ensemble instrumental destiné à l'étude des particules de haute et basse énergie (Mercury Plasma Particle Experiment)                                | |                           |                         | Institut des sciences spatiales et astronautiques, Kanagawa | Yoshifumi Saito        |
| PWI        | Analyse de la structure et de la dynamique de la magnétosphère (Plasma Waves Instrument)                                                             | |                           |                         | Université du Tōhoku                                        | Yasumasa Kasaba        |
| MSASI      | Spectromètre en lumière visible travaillant dans le domaine spectral de la raie D2 d'émission du sodium (Mercury's Sodium Atmosphere Interferometer) | Résolution spectrale 0,009 nm Résolution spatiale 3 à 30 km Sensibilité 10 kR                      | 3,48 kg                   | 15,2 watts              | Université de Tokyo                                         | Ichiro Yoshikawa       |
| MDM        | Mesure de la poussière interplanétaire (Mercury Dust Monitor)                                                                                        | Capteur piézoélectrique en céramique PZT Surface 64 cm2 Sensibilité supérieure à 1 picogramme km/s | 601 g avec l'électronique | 3 watts maximum         | Université de technologie de Chiba                          | Masanori Kobayashi     |